# Eucharistie
Die Eucharistie (ἐυχαριστία eucharistía „Dankbarkeit, Danksagung“), auch „Abendmahl“ oder „Herrenmahl“, „heilige Kommunion“, „Altarsakrament“, „allerheiligstes Sakrament [des Altars]“, in einigen Freikirchen „Brotbrechen“, in den Ostkirchen „heilige“ oder „göttliche Liturgie“ genannt, ist ein christliches Sakrament, das in den verschiedenen Konfessionen unterschiedlich verstanden wird. Sie wird bezogen auf das Abendmahl, das Jesus nach der Darstellung der Evangelien und des 1. Korintherbriefes mit seinen Jüngern kurz vor seinem Leiden und Sterben feierte, und wird entweder als unblutige Vergegenwärtigung des Kreuzesopfers oder als Feier zur vergegenwärtigenden Erinnerung an Jesu Tod interpretiert.
Darüber hinaus werden bei der Eucharistie das Sterben und die Auferstehung Jesu Christi als Heilsereignis verkündigt. Jesus Christus ist dabei in der von ihm gegebenen Gemeinschaft gegenwärtig. Die Lehre der verschiedenen Konfessionen unterscheidet sich im Hinblick auf die Art und Weise dieser Gegenwart – in seinem Wort, im Glauben an ihn oder in den Gaben von Brot und Wein.

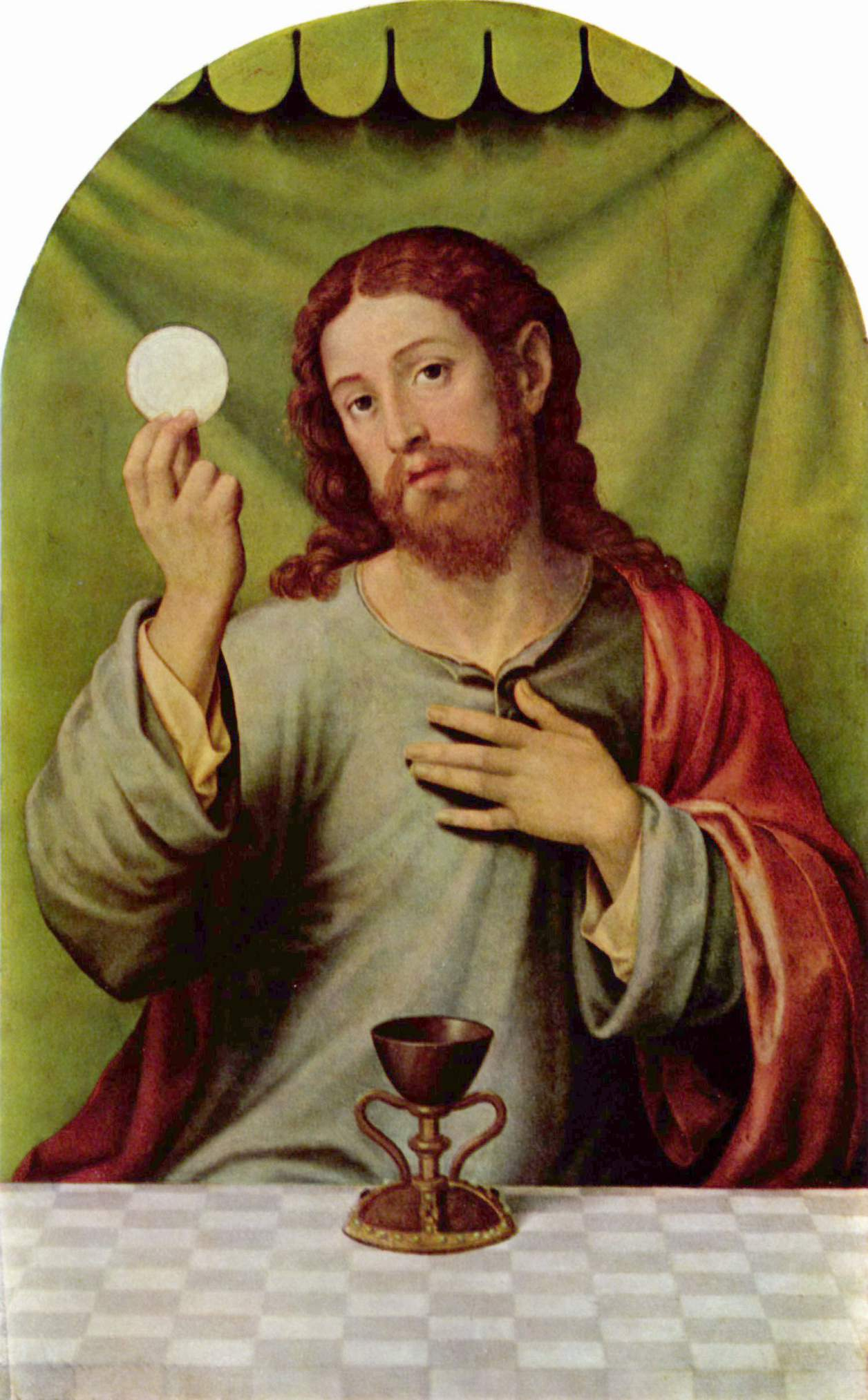
Christus als eucharistischer Heiland – in seiner rechten Hand die Hostie, auf dem Tisch die Reliquie des Heiligen Kelchs (Juan de Joanes, Spanien nach 1550)

## Ursprung

### Historisches Umfeld
Das Judentum gedenkt im einwöchigen Pessach Israels Auszug aus Ägypten und feiert ihn. Während des Bestehens des Jerusalemer Tempels (d. h. bis zum Jahre 70 n. Chr.) waren die Pilgerreise nach Jerusalem, das Schlachten der Pessachlämmer und ihr anschließender Verzehr bei gruppenweisen Festmählern in der Stadt wesentliche Vollzüge. In dieser Tradition feierte Jesus am Vorabend seines Kreuzestodes mit seinen Jüngern Pessach und bestimmte Brot und Wein zu bleibenden Zeichen seiner Gegenwart in der christlichen Gemeinde. Nach der Tempelzerstörung war es nicht mehr möglich, Opferlämmer zu schlachten. Die Rabbinen entwickelten als Ersatz hierfür den Seder: ein abendliches häusliches Festmahl im Kreis der ganzen Familie, das einem genauen Ablauf folgt und strukturelle Ähnlichkeit mit dem antiken Symposion aufweist. Jeder Familienvater liest die Haggada (Erzählung) vom Auszug, spricht den Segen über die symbolischen Speisen – ungesäuertes Brot (Mazzen), Bitterkräuter (Ysop) und Wein – und verteilt diese dann an die Anwesenden. Da Jesu Tod mehrere Jahrzehnte vor der Zerstörung des Tempels lag, feierte er folglich mit seinen Jüngern keinen Seder, weshalb auch die urchristliche Mahlfeier kein christliches Sedermahl war.
Das letzte Mahl Jesu und die urchristliche Mahlgemeinschaft werden schon im Neuen Testament (NT) verschieden dargestellt und bezeichnet. Zunächst wurden nach einem Sättigungsmahl, dem Vorbild Jesu entsprechend, die Segensworte über Brot und Wein gesprochen. Bald wurden diese vom Mahl getrennt – welches sich als Agape verselbständigte – und mit dem sonntäglichen Gebetsgottesdienst am Morgen vereinigt. Diese Verbindung von Wortgottesdienst und Eucharistiefeier findet sich erstmals ausführlich bei Justin dem Märtyrer († 165), der einen christlichen Gottesdienst mit Leseordnung, Predigt, Fürbittengebet, Friedenskuss und Mahlfeier beschreibt. Die Traditio Apostolica, häufig Hippolyt von Rom († 235) zugeschrieben, schildert ebenfalls eine frühe Form der Eucharistiefeier. Insgesamt sind die Entwicklungslinien in den ersten Jahrhunderten jedoch weitgehend unklar: Neben einer bischöflichen Gemeindeeucharistie als Idealform entwickelten sich verschiedene Formen von Presbyter-, Haus- und Gruppenfeiern.
In der neueren Forschung wird der Einfluss von griechisch-römischen Mahlbräuchen auf die Entwicklung der Eucharistie wieder stärker diskutiert. Die Form des Mahls orientiert sich bis zur Mitte des 3. Jahrhunderts an bekannten Institutionen der griechisch-römischen Welt (Symposion; Mähler antiker Vereine).

### Ritualtheoretische Aspekte
Lukas Bormann thematisiert ritualtheoretische Aspekte in Anschluss an kognitionswissenschaftliche Ritualtheorien. Er identifiziert hierbei sieben Aspekte des frühchristlichen Abendmahls:
1. Ritualmedien („Brot und Wein“)
2. Grundfunktionen des Rituals („Abendmahl und Agape-Mahl“)
3. Ritualhandlungen („Brotbrechen“, „heiliger Kuss“)
4. Performative Äußerungen („Unser Herr, komm!“, „Mahlgebete“)
5. Räume und Zeiten
6. Akteure des Rituals
7. Exklusion und Inklusion („Teilnehmende, Ausschluss“)

Die Ritualmedien sind Brot und Becher. Der Becherinhalt ist ein Wasser-Wein-Gemisch. Beide Ritualmedien seien im Alltagsleben antiker Menschen präsent und haben daher nur ein geringes Maß an sinnlicher Attraktivität. Denn kognitionswissenschaftliche Ritualtheorien gehen davon aus, dass es ein proportionales Verhältnis von Aufwand und emotionaler Intensität gebe: Je außergewöhnlicher und aufwendiger, desto höher sei das Potential für intensive, emotionale Erfahrung. Brot und Wein erhalten aber vom alltäglichen Verständnis abweichende Bedeutung (Brot als Leib und Wein als Blut), wodurch sie zu kontraintuitiven Repräsentationen werden. In der Traditio Apostolica werden die Ritualmedien ergänzt, etwa durch Öl, Käse und Oliven.
Die Grundfunktionen seien beim sättigenden Gemeinschaftsmahl (Agape-Mahl) neben der physiologischen Notwendigkeit (Hunger stillen) die Ermöglichung der Wahrnehmung einer Gemeinschaft als Gruppe, sozial-karitative und missionarische Funktionen (wie in der Didaskalia Apostolorum deutlich werde). Die wichtigste Funktion des Abendmahls sei die Synchronisation, also die Ermöglichung, dass eine Gruppe sich zur selben Zeit am selben Ort versammelt, um die Gruppenidentität zu stabilisieren.
Die Ritualhandlungen seien Segensworte über den Ritualmedien, Brotbrechen und der heilige Kuss. Das Brotbrechen sei mit der Deutung der Lebenshingabe Christi verknüpft und der Ausdruck „Brot brechen“ könne als Gemeinschaftsmahl als Ganzes bezeichnen. Der heilige Kuss wird im Neuen Testament nicht explizit mit dem Abendmahl verbunden, aber Justin und die Traditio Apostolica erwähnen ihn im Zusammenhang mit dem Abendmahl. Die genannten Ritualhandlungen seien weder aufwändig noch kostspielig, was die hohe Wiederholungsfrequenz wöchentlicher Versammlungen ermöglichte.
Die performativen Äußerungen des Danks beziehen sich nicht auf die Ritualmedien, sondern auf deren Wirkung, die sie im Ritus entfalten. Der eschatologische Ruf „Herr, komm! / Unser Herr, komm!“ gehöre ursprünglich in die Gemeindeversammlung (1 Kor 16,22 ), wird in der Didache aber mit dem Abendmahl verbunden. Der Ruf diene der rituellen Vergegenwärtigung des Kyrios.
Räume und Zeiten seien zunächst flexibel. Es gebe keine speziellen Sakralräume, auf die die Ausübung des Ritus beschränkt gewesen wäre. Das Abendmahl finde am Tag nach dem Sabbat statt, und zwar nach jüdischer Tageseinteilung also entweder noch am Abend, oder erst am nächsten Morgen.
Die Akteure sind im Neuen Testament nicht festgelegt. Die Didache erwähnt Propheten als einzige Statusgruppe, die das Recht auf längere eucharistische Gebete hat. Ignatius fordert die Präsenz eines Bischofs, damit das Ritual als zuverlässig gelten könne. Bei Justin gibt es einen Vorsteher, unterstützende Diakone, Brüder und das Volk. Die Traditio Apostolica hat auch eine differenzierte Ämterstruktur von Bischof, Presbyter und Diakonen. Auch in der syrischen Didaskalie hat der Bischof den Vorsitz im Abendmahl.
Exklusion und Inklusion werden im Neuen Testament nicht explizit angesprochen, es werde allerdings vorausgesetzt, dass die Teilnehmenden zur Gruppe gehören. Erst die Didache und die Traditio Apostolica machen die Taufe zur Voraussetzung der Teilnahme am Abendmahl und schließen somit Ungetaufte aus.

## Bezeichnungen
Im Laufe der Geschichte wurde das Sakrament unterschiedlich gedeutet und unterschiedlich benannt:
- Paulus von Tarsus bezeichnete die urchristliche Mahlfeier als „Mahl des Herrn“ (κυριακὸν δεῖπνον kyriakòn deĩpnon, (1 Kor 11,20 EU)). Deĩpnon war im zeitgenössischen Sprachgebrauch die abendliche Hauptmahlzeit, das Gastmahl.[7] Die Vulgata übersetzt: dominica cena.
- Ein weiterer Name ist im Neuen Testament κλάσις τοῦ ἄρτου klásis toũ ártou „Brotbrechen“ (Apg 2,42 EU, 20,7 EU).
- Die Bezeichnung ἐυχαριστία eucharistía „Danksagung“ (für Brot und Wein) ist im Neuen Testament für die christliche Mahlfeier nicht bezeugt,[8] hat aber einen Anhaltspunkt in εὐχαριστήσας eucharistḗsas [Jesus] „sprach das Dankgebet“ [, brach das Brot und sagte] (1 Kor 11,24 EU). Im 2. Jahrhundert wurde sie für die liturgische Mahlfeier allgemein üblich.[9] Erstmals gebrauchte Ignatius in seinem Brief an die Philadelphier eucharistía als Bezeichnung für das christliche Kultmahl.
Eucharistie war in den ersten drei Jahrhunderten der Name für die Feier des Herrenmahls als ganzer. Jedoch entwickelte sich der Begriff bereits in dieser Zeit in abgeleiteter Bedeutung zur Bezeichnung der Mahlgaben von Brot und Wein, über die das Eucharistiegebet (Hochgebet) gesprochen worden war. Beide Bedeutungen finden sich bereits in der  Didache, bei Ignatius von Antiochien, Justin und Origenes. Spätestens seit dem 4. Jahrhundert ging die Bedeutung von Eucharistie als der Feier des Herrenmahls zurück zugunsten der Bedeutung „eucharistische Speise, Kommunion“, und zwar in der Ostkirche wie in der Westkirche. In der Westkirche trat der Gedanke des Opfers in den Vordergrund, Danksagen war nicht mehr Bezeichnung für die ganze lobpreisend-dankende Feier, sondern bedeutete die Danksagung nach dem Empfang der Kommunion.[10]
- Seit dem 4. Jahrhundert waren mehrere griechische und lateinische Bezeichnungen in Gebrauch, wobei das paulinische kyriakòn deĩpnon selten war; gelegentlich begegnet klásis toũ ártou. Im griechischen Raum überwiegt τὸ μυστήριον tò mystḗrion, im lateinischen sacramentum, jeweils als terminus technicus (auch in Zusammensetzungen: sacramentum eucharistiae bei Tertullian, sacramentum altaris bei Augustinus, sacramentum corporis Christi bei Dionysius Exiguus).[11]
- Ab dem 5. Jahrhundert wird missa zum lateinischen terminus technicus für die Eucharistiefeier als ganze, oft auch in der Form missarum sollemnia, etwa in den Schriften von Papst Gregor I. Seit dem Mittelalter wurde das Wort zur häufigsten Bezeichnung für die Eucharistiefeier.[12]

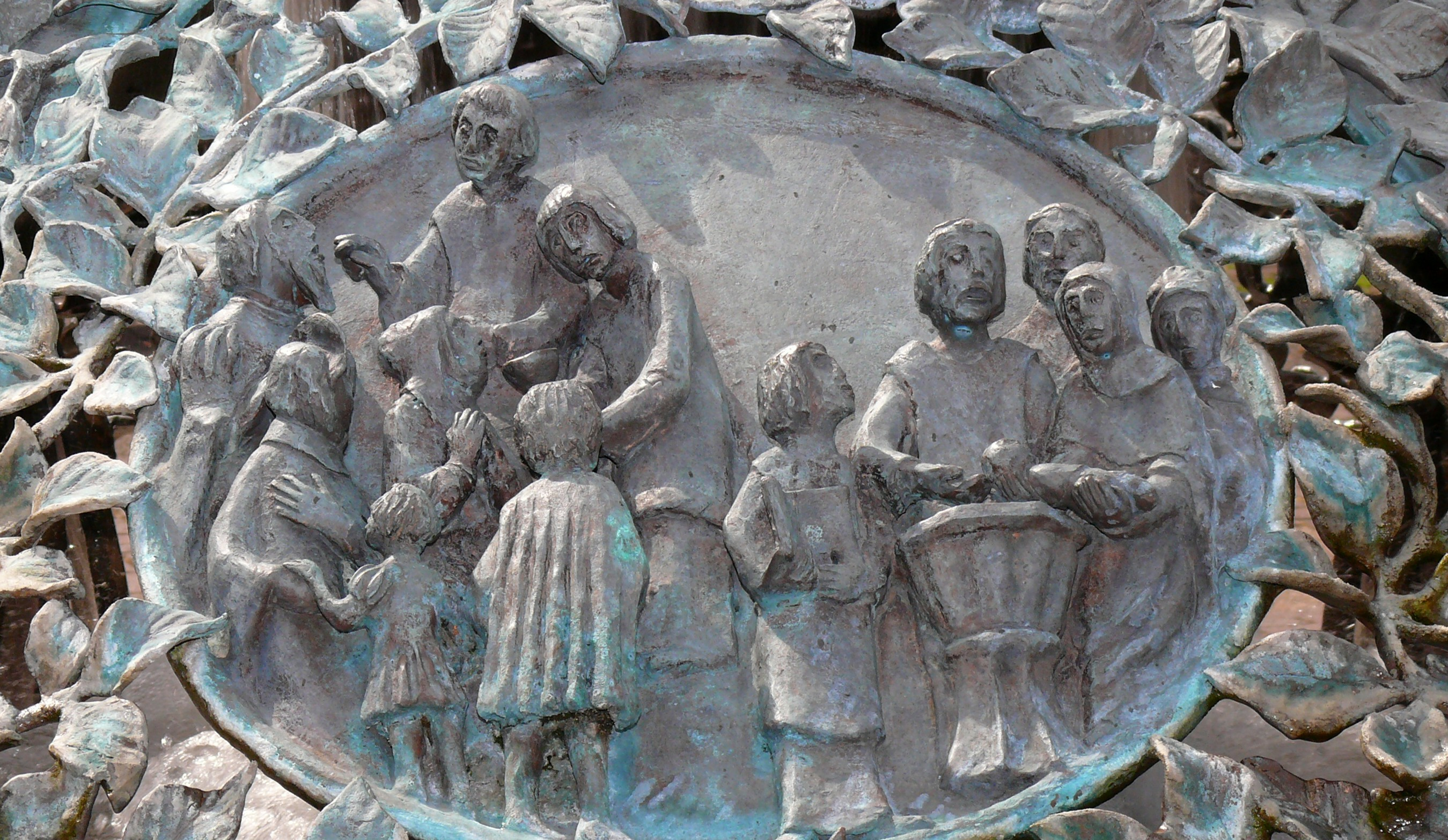
Die beiden Sakramente Taufe und Abendmahl, Detail des Bugenhagenbrunnens (Hildesheim)

- „Abendmahl“ ist eine Begriffsprägung Martin Luthers, die er 1522 bei der Übersetzung von 1 Kor 11,20 LUT ins Deutsche schuf. Er übernahm sie in seinen Abendmahlsschriften zur Bezeichnung des Altarsakraments.[13] In der Confessio Augustana ist Artikel X betitelt: Vom heiligen Abendmahl (De coena domini).[14] Im Kleinen und Großen Katechismus ist allerdings die Rede vom Sakrament des Altars (sacramentum altaris). Auch der Heidelberger Katechismus kennt zwei Sakramente, „die heilige Taufe und das heilige Abendmahl“ (Frage 68).[15] In seinen französischen Schriften nannte Johannes Calvin das Sakrament la sainte Cène.[16] Das Book of Common Prayer der Church of England gebraucht die Formulierung The Lord’s Supper or Holy Communion.[17]
- Das Wort missa wurde im Bereich der westlichen katholischen Kirche zur am häufigsten gebrauchten Bezeichnung, im Deutschen in der Form „Messe“, „heilige Messe“ oder „Messopfer“. Der Begriff Eucharistie findet sich in den verschiedenen Ausgaben des Missale Romanum seit dem 15. Jahrhundert überhaupt nicht.[18]
Im deutschsprachigen Katholizismus des 19. Jahrhunderts nannte man die Messe das „(aller)heiligste Sakrament des Altars.“[19] An weiteren Bezeichnungen für das „heilige Altarsacrament“ nennt Joseph Deharbe SJ „das hochwürdigste Gut“, „das heilige Abendmahl“, „Himmelsbrod“, „wahres Manna“, „Tisch des Herrn“, „Eucharistie“, „Fronleichnam, d. h. der Leib des Herrn“ und „Wegzehrung“.[20] Die meisten dieser Begriffe bezeichnen nicht die gottesdienstliche Feier, sondern die konsekrierten Gaben von Brot und Wein, die in der Kommunion verzehrt werden, oder nur das konsekrierte Brot, das als das Allerheiligste bei eucharistischen Prozessionen und durch eucharistische Anbetung verehrt wird.
Aufgrund von biblisch-patristisch ausgerichteten liturgiewissenschaftlichen Forschungen, der Bibelbewegung und der Liturgischen Bewegung erlebte der Begriff „Eucharistie“ im 20. Jahrhundert eine Renaissance und wurde als „Eucharistie(feier)“ zu einer geläufigen Bezeichnung für die heilige Messe.[18] Im Katholischen Katechismus der Bistümer Deutschlands (1955) heißt es: „Bevor Jesus von seinen Jüngern Abschied nahm, feierte er mit ihnen zum ersten Male die heilige Eucharistie. … In der ältesten Zeit wurde die heilige Eucharistie „Brotbrechung“ genannt. – Weil durch sie dem Vater Lob und Dank gesagt wird, hieß sie schon in urchristlicher Zeit Eucharistie (d. h. Lobpreisung oder Danksagung). – Die Feier der heiligen Eucharistie wird auch das heilige Opfer, das heilige Messopfer oder die heilige Messe genannt. – Weil in diesem Sakrament Christus in besonderer Weise zugegen ist, nennen wir es auch das heiligste Sakrament oder – weil es auf dem Altar gefeiert wird – das heiligste Altarsakrament.“[21] Das Zweite Vatikanische Konzil benutzte „Eucharistie“ häufig; das zweite Kapitel der Konstitution über die heilige Liturgie Sacrosanctum Concilium trägt die Überschrift De sacrosancto Eucharistiae mysterio ‚Das heilige Geheimnis der Eucharistie‘.[18]
Josef Andreas Jungmann betonte 1971, dass Luthers Wortschöpfung Abendmahl „ein völliges Novum war. Erst in unserem Jahrhundert beginnt es sich auch in katholischen Kreisen einzubürgern. Es hat als coena dominica sogar in die Institutio generalis des Ordo Missae von 1969 Eingang gefunden, was freilich sofort Einwendungen hervorgerufen und zu einer abschwächenden und klärenden Formulierung in der endgültigen Ausgabe des Missale Romanum von 1970 geführt hat.“[22]

## Liturgie

### Ablauf
Trotz aller Unterschiede gibt es in der Liturgie viele Elemente, die – in mehr oder weniger festgelegter Form und Reihenfolge – in den meisten Konfessionen vorkommen. Viele dieser Elemente sind schon aus Liturgien des zweiten und dritten Jahrhunderts überliefert:
- Schuldbekenntnis und Absolution
- Präfation (großes Dankgebet)
- Sanctus (Heilig, heilig, heilig) mit Benedictus (Hochgelobt sei, der da kommt)
- Anamnese (Erinnerung)
- Die Worte des Einsetzungsberichts mit Konsekration und Epiklese
- Mysterion (Geheimnis des Glaubens)
- Vaterunser
- Friedensgruß
- Agnus Dei (Lamm Gottes)
- Kommunion (Genuss, auch Nießung oder Konsumption genannt, der heiligen Gaben durch ihre Empfänger)
- Oration (Postcommunio)
- Segen und Entlassung

In der orthodoxen, katholischen und anglikanischen Liturgie bildet die eucharistische Liturgie stets eine Einheit mit einem vorausgehenden Wortgottesdienst. Das evangelische Abendmahl wird dagegen oft nur fallweise im Anschluss an den regelmäßigen sonntäglichen Gottesdienst gehalten.

### Die eucharistischen Gestalten Brot und Wein

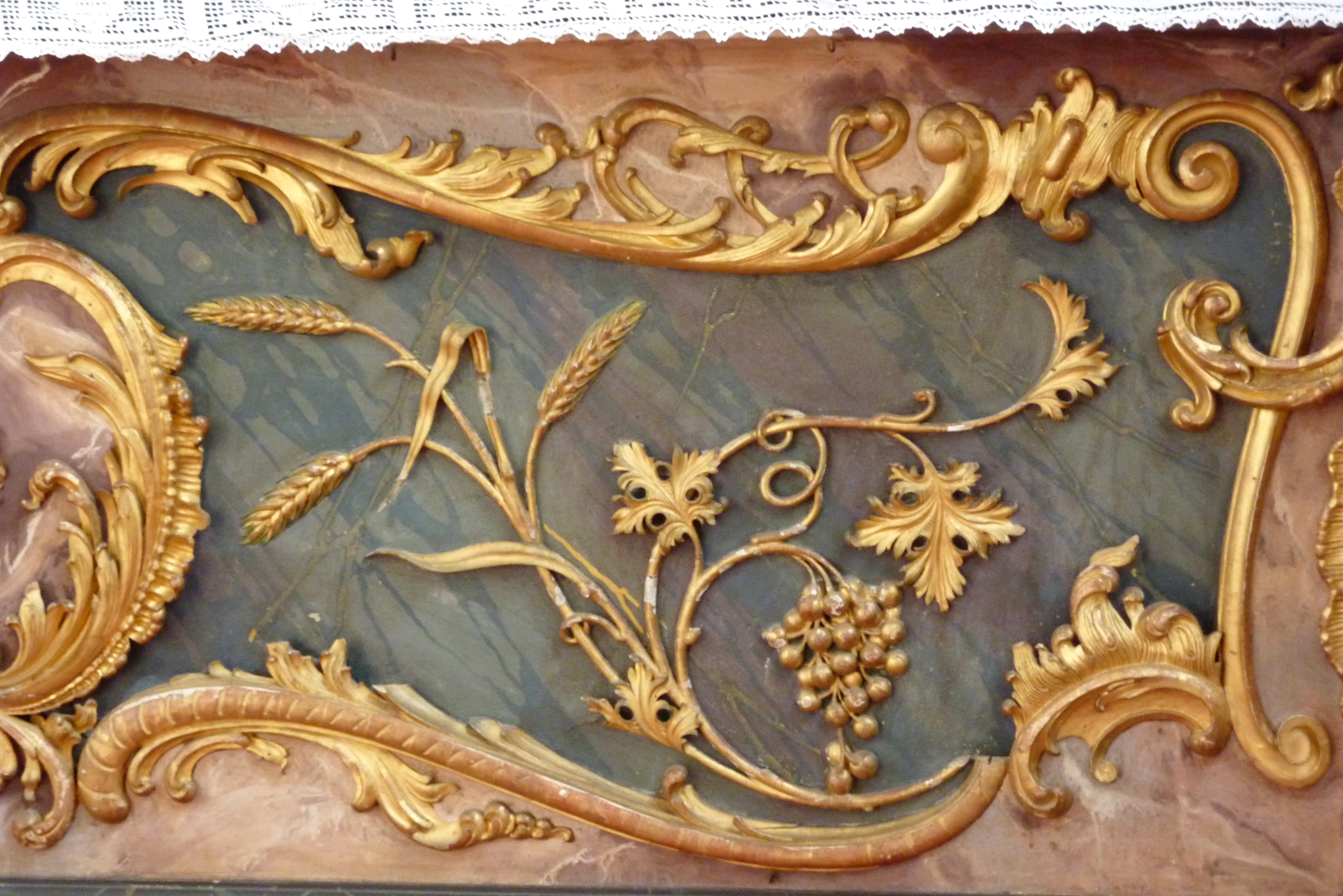
Katholische Pfarrkirche St. Vitus in Donaualtheim (Dillingen an der Donau), Antependium des Hochaltares mit den eucharistischen Symbolen Ähren und Weintraube

In allen Kirchen sind Brot und Wein die bei der Feier der Eucharistie verwendeten Elemente, die bei der Kommunion gespendet und empfangen werden. Im Sprachgebrauch der orthodoxen, römisch-katholischen, anglikanischen und altkatholischen Kirche werden sie auch als „eucharistische Elemente“ oder „eucharistische Gaben“ bezeichnet.
Im Tanach kommt Melchisedek, der König und Priester von Salem, Abram mit Brot und Wein entgegen (Gen 14,18 ); dieses Motiv wird im Hebräerbrief 7,1–17  aufgegriffen. Jesus feierte nach synoptischer Tradition am Tag vor seinem Kreuzestod mit seinen Jüngern ein Pessachmahl und bestimmte Brot und Wein zu bleibenden Zeichen seiner Gegenwart in der christlichen Gemeinde (1 Kor 11,23–26 ).
Die eucharistischen Gaben Brot und Wein sowie Ähren, Weinreben und Weintrauben werden in der christlichen Ikonographie oft symbolhaft, in bildhaft-figürlicher oder ornamentaler Gestaltung dargestellt.

#### Brot

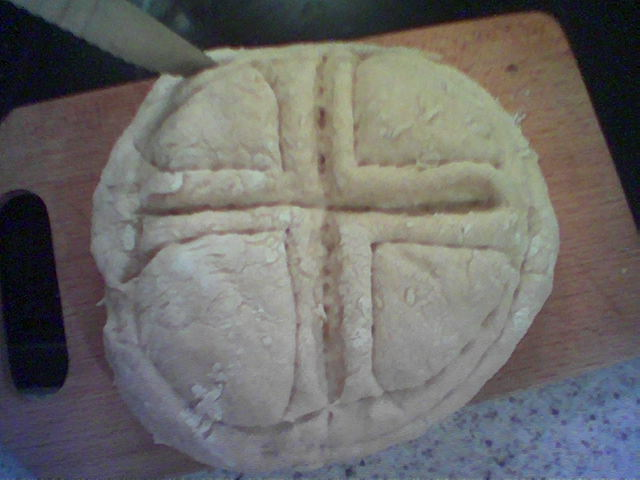
Rundbrot mit Kreuzkerbe nach altkirchlichem Vorbild für eine anglikanische Eucharistiefeier, vor dem Backen

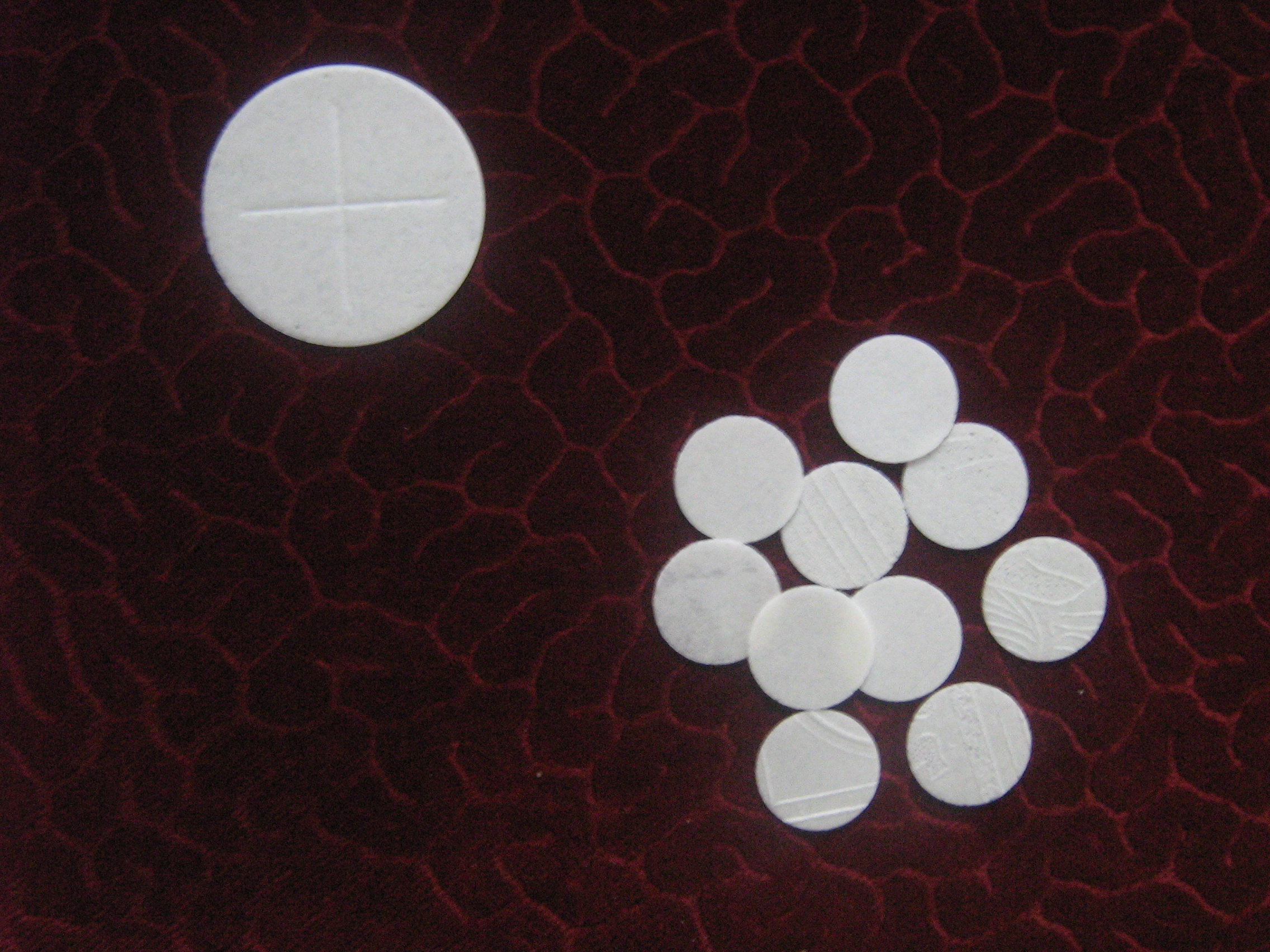
Zelebrationshostie und Hostien zur Kommunionspendung

Im frühen Christentum wurde zunächst überall das alltagsübliche, gesäuerte Weizenbrot (in Form von Kranz-, Zopf- oder Rundbroten mit Kreuzkerbe) für die Eucharistiefeier verwendet. Die Tradition des ungesäuerten Brotes ist in der lateinischen Westkirche erst im späten 8. Jahrhundert (Hrabanus Maurus) nachweisbar und hatte sich rund 300 Jahre später durchgesetzt. Franz Nikolasch nennt dafür folgende Gründe:
1. Das letzte Abendmahl Jesu galt als Vorbild,
2. 1 Kor 5,7 EU,
3. Hostien krümeln beim Brechen weniger als gesäuertes Brot; damit wurde die Gefahr einer Verunehrung des Sakraments reduziert.

Im byzantinischen Reich wurde die Eucharistie aber weiterhin mit gesäuertem Brot gefeiert; dies war ein Kontroversthema zwischen Ost- und Westkirche (sogenannter Azymenstreit). Davon unabhängig, verwendet die Armenische Apostolische Kirche schon seit dem 6. Jahrhundert ungesäuertes Brot bei der eucharistischen Feier. Die Diskussion römischer und byzantinischer Theologen des Mittelalters konzentrierte sich auf die Frage, ob das letzte Mahl Jesu ein Pessachmahl war und folglich mit Matzen gefeiert wurde. Die byzantinischen Polemiker argumentierten, das in den Einsetzungsberichten der Evangelien durchweg verwendete griechische Wort ἄρτος ártos könne überhaupt nur gesäuertes Brot bezeichnen. Das gängige griechische Wort für ungesäuertes Brot bzw. Matze fällt jedenfalls nicht.  „Zumindest für die Zeit der Abfassung der Evangelien liegt daher die Vermutung nahe, daß man beim Einsetzungsbericht an gesäuertes Brot dachte.“ Die scholastischen Theologen gingen selbstverständlich davon aus, dass ihr Brauch des ungesäuerten Brotes bis auf die Zeit der Einsetzung durch Jesus Christus zurückreichte. Die Byzantiner waren also davon abgewichen, und zwar, wie man annahm, weil sie sich mit „judaisierenden“ christlichen Gruppen auseinandersetzten und daher jüdische Bräuche verboten.
Heute ist in der römisch-katholischen Kirche die Verwendung von Hostien aus ungesäuertem, das heißt unfermentiertem Teig ohne Backhefen oder Backpulver kirchenrechtlich vorgeschrieben (c. 926 CIC), für die mit Rom unierten Ostkirchen wird die Art des eucharistischen Brotes nicht vorgegeben (c. 707 §1 CCEO). Wahrscheinlich infolge der Union haben sich die Maroniten im 12. Jahrhundert dem römischen Gebrauch von Hostien angeschlossen. Bis auf die Armenier verwenden alle östlich-orthodoxen und orientalisch-orthodoxen Kirchen nur gesäuertes Brot für die Eucharistiefeier.
Die lateinische Kirche, die lutherischen Kirchen und die Neuapostolische Kirche verwenden Hostien. Reformierte und Freikirchen verwenden überwiegend Weißbrot aus gewöhnlichem Brot- oder Kranzkuchenteig, das aber teilweise mit besonderen Symbolen versehen ist; zuweilen kommen auch Oblaten zum Einsatz, diese sind der reformierten Tradition allerdings fremd. Sauerteig gilt dabei nach Mt 13,33  und Lk 13,21  als Gleichnis für das Reich Gottes. Die Anglikanische Kirche und manche Freikirchen legen die Art der Hostien bzw. des Brotes nicht fest.

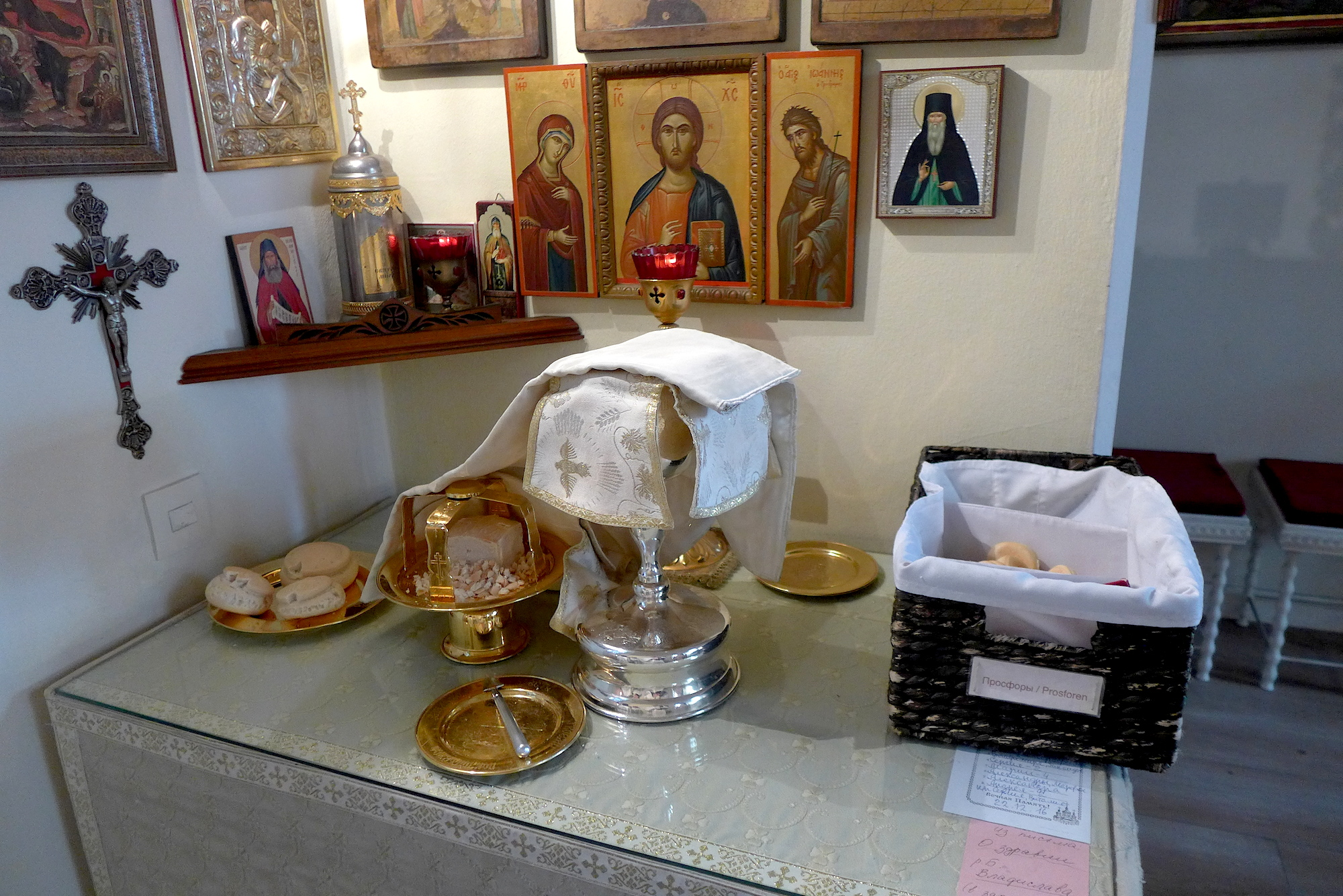
Das „Lamm“, umgeben von anderen mit der „Lanze“ (vorn) herausgeschnittenen Stücken des eucharistischen Brotes, auf dem Diskos, darüber der „Stern“

In den orthodoxen Kirchen des byzantinischen Ritus wird der Mittelteil eines runden, gesäuerten, beim Backen mit christlichen Symbolen geprägten Brotlaibs (Prosphore) verwendet. Der Mittelteil wird dabei als „Lamm“ bezeichnet. Allein dieses „Lamm“ und der Wein werden konsekriert. Leib und Blut Christi werden im Kelch vermischt und dann den Gläubigen mit Hilfe eines goldenen Löffels gereicht. Bleibt ein Rest, wird dieser nach der Kommunionspendung vom Diakon oder vom Priester verzehrt. Für die Krankenkommunion wird stets ein kleines Stück des konsekrierten Lammes, das mit einem Tropfen konsekriertem Wein getränkt wird, im Artophorion aufbewahrt. Eine Anbetung und Verehrung der Eucharistie außerhalb der Göttlichen Liturgie ist nicht üblich.
Wie das „Lamm“, das später konsekriert wird, so werden auch einige andere Teile während der Proskomidie aus der Prosphore mit Hilfe eines als „Lanze“ bezeichneten Messers herausgeschnitten; dieser Name erinnert an die Lanze, die ein römischer Soldat nach dem Bericht des Johannesevangeliums in den leblosen Körper des Gekreuzigten stieß, um festzustellen, ob er bereits tot war. Beim ersten Einstechen der „Lanze“ fordert der Diakon den Priester auf: „Schlachte, Gebieter!“; hierin wird die Opfersymbolik deutlich.
Die oben erwähnten übrigen Teile des Brotes stellen während der Liturgie die Gottesmutter, die Heiligen und alle lebenden und verstorbenen Gläubigen dar, werden aber nicht konsekriert. Nach der Kommunionausteilung werden sie ebenfalls in den Kelch gegeben und verzehrt. Der restliche, äußere Teil des Brotlaibs und zusätzliche Brotstücke werden nach der Konsekration des „Lammes“ und des Weines gesegnet, aber eben nicht konsekriert. Dieses sogenannte Antidoron wird nach der Liturgie an die Gläubigen, auch an solche, die nicht den orthodoxen Kirchen angehören, verteilt. Diese nehmen es entweder sofort zu sich oder – etwa für daheimgebliebene kranke oder ältere Menschen – mit nach Hause.

#### Wein

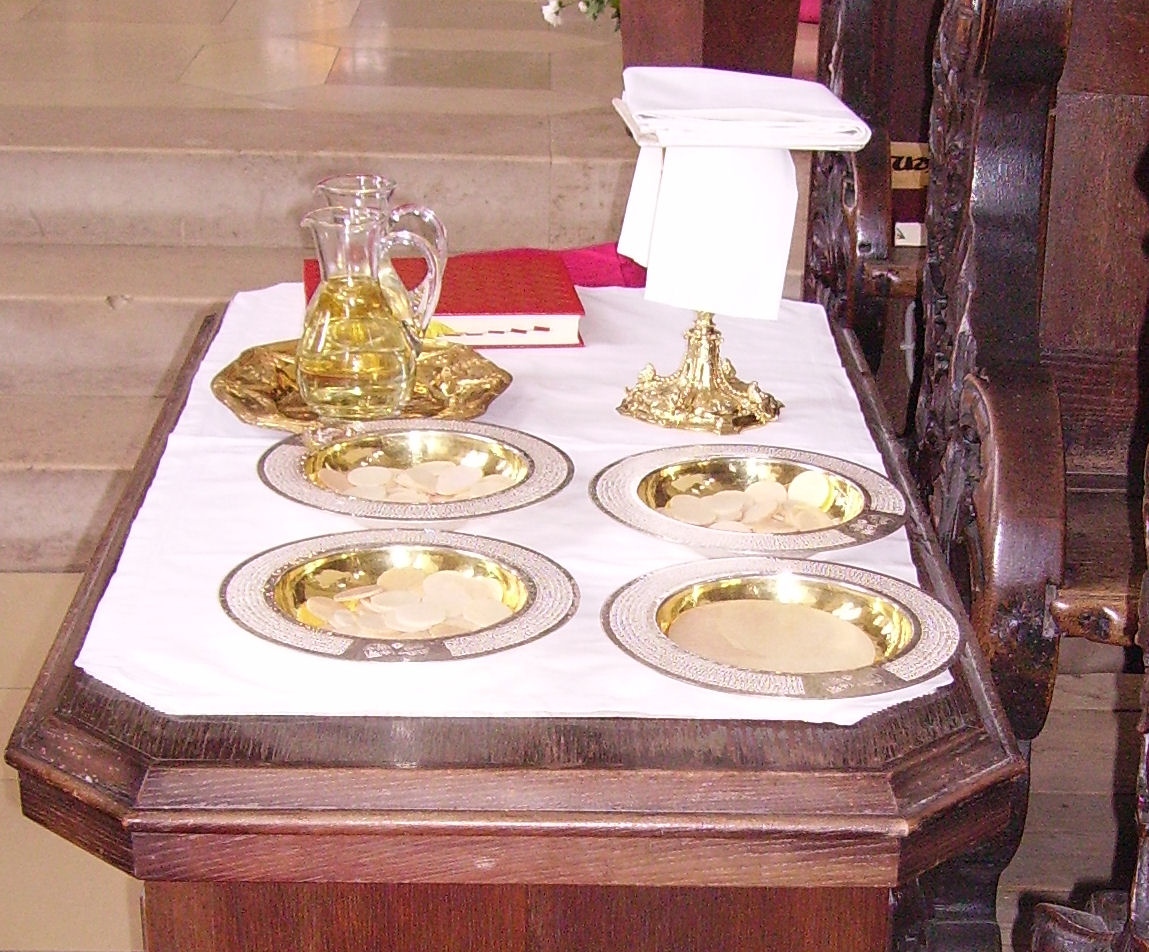
Kredenz mit den bereitstehenden Gaben in der katholischen Pfarrkirche St. Ulrich und St. Afra (Augsburg)

Am 16. April 1564 gestattete Pius IV. einzelnen katholischen Diözesen in Deutschland den Kommunionempfang unter zwei Gestalten. Die Kommunionspendung war jedoch eine „konfessionelle Unterscheidungfrage“. Der 1565 auch in Bayern eingeführte Laienkelch führte zur Verwirrung, da er „Zeichen des Protestantismus“ war, und wurde schon 1571 wieder abgeschafft. Bis ins 19. Jahrhundert wurde die Eucharistie – von wenigen Gemeinschaften wie den Enkratiten abgesehen – überall mit Wein gefeiert; Traubensaft hätte in den meisten Jahreszeiten damals ohnehin nicht konserviert werden können. Orthodoxe und altkatholische Kirchen verwenden bis heute ausnahmslos Wein. Vor allem dort, wo Kinder zum Abendmahl zugelassen sind, zum Schutz von Alkoholkranken oder bei Abendmahlsfeiern in Krankenhäusern und Seniorenheimen wird in den reformatorischen Kirchen davon abgewichen. In der römisch-katholischen Kirche ist Traubenmost nur in eng gefassten Ausnahmefällen anstelle von Wein zulässig.
Die Heiligungsbewegung und die mit ihr verbundene Abstinenzbewegung in den USA begannen dann, aus Rücksicht auf Kinder und Alkoholkranke keinen Wein, sondern Traubensaft zum Abendmahl zu reichen. Das ist heute in der evangelisch-methodistischen Kirche, in vielen Kirchen der reformierten Tradition und manchen unierten Landeskirchen üblich bzw. als Ausnahme zulässig. Besonders evangelikale Befürworter des Traubensafts argumentieren, dass Abendmahlstexte im NT zwar vom Brot, nicht aber vom Wein als alkoholischem Getränk sprechen, sondern vom Kelch oder vom „Gewächs des Weinstocks“. In den Landeskirchen der EKD ist bereits seit Jahrzehnten die freie Wahl zwischen Traubensaft und Wein beim Abendmahl weit verbreitete bzw. beinahe durchgängige Praxis. Gründe sind vor allem mögliche gesundheitliche Einschränkungen der Empfangenden oder die Zulassung des Kinderabendmahls. Dies gilt in lutherischen, reformierten und unierten Landeskirchen gleichermaßen.
Bei den Evangelisten Matthäus, Markus und Lukas ist vom Gewächs des Weinstocks die Rede; der Evangelist Johannes spricht – freilich in anderem Zusammenhang (Johannes 4,14 ) – vom Wasser, das in das ewige Leben quillt. Historisch ist wohl anzunehmen, dass die Eucharistie zumindest teilweise mit Wasser gefeiert wurde. Das legen auch die historischen Dokumente bis hin zum Vierten Laterankonzil 1215 nahe, das den Inhalt des Kelches festlegte.
Befürworter des Weins wenden ein, dass Christus bei der Einsetzung des Abendmahls sicher keinen Traubensaft verwendet habe, da dieser nicht konservierbar war und beim Passahmahl bis heute Wein verwendet wird. Ein Abendmahl mit Traubensaft sei nicht im Sinne des Stifters und gebe den Kommunikanten keine Gewissheit, Leib und Blut Christi zur Vergebung der Sünden zu empfangen. Jedoch ist es gemäß der jüdischen Tradition auch am Sederabend möglich, Rosinenwein zu verwenden, sodass auch Kinder daran teilnehmen können.
In den östlichen Kirchen wird der Wein (üblich ist hier Rotwein) durch Zugabe einer geringen Menge kochenden Wassers (Zeon) ungefähr auf Körpertemperatur erwärmt.

### Formen der Darreichung

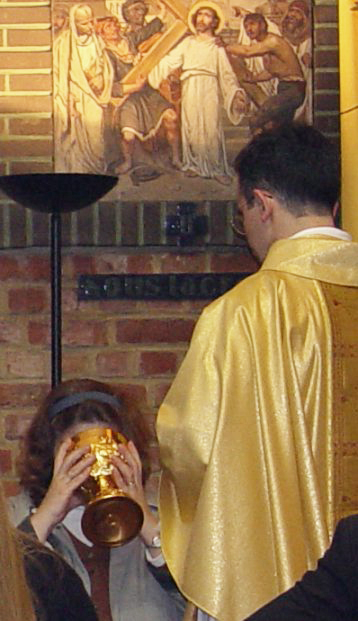
Kelchkommunion

In der orthodoxen, der römisch-katholischen, der anglikanischen und in den meisten reformatorischen Kirchen wird Jesus Christus als der eigentliche Spender verstanden, der die Kommunion durch den Priester, Diakon oder andere Kommunionspender reicht. Daher erfolgt die Spendung von Brot und Wein in diesen Kirchen einzeln an jeden Empfänger und nicht durch Weitergabe von Hostienschale oder Kelch von einem Empfänger an den nächsten.
In der Neuapostolischen Kirche werden von einem Priester oder Apostel ausgesonderte Hostien, die bereits nach dem Backen mit drei Rotweintropfen beträufelt wurden, an die Gläubigen ausgeteilt. Dies kann nur durch ordinierte Geistliche erfolgen, die der priesterlichen Amtsstufe angehören, oder die Apostel der Neuapostolischen Kirche sind.
Nach dem Verständnis der meisten Kirchen in der evangelischen Tradition schenkt sich im Abendmahl der auferstandene Jesus Christus in seinem für alle dahingegebenen Leib und Blut durch sein verheißenes Wort mit Brot und Wein. (Formulierung der Leuenberger Konkordie). Vollgültig ist ein Abendmahl auch in diesen Kirchen nur nach Einsetzung durch einen ordinierten Pfarrer. Erst dann können Laien, wie Kirchenvorstände oder -älteste, an der Ausspendung beteiligt werden. In reformierten Kirchen können die Gemeindeglieder Brot und Wein einander weiterreichen. Diese Praxis findet als Agapemahl auch in anderen evangelischen Gemeinden Anwendung, gilt dort aber meist nicht als vollgültiges Abendmahl.
In den meisten Konfessionen wird den Gläubigen sowohl Brot als auch Wein gereicht (Empfang der Kommunion unter beiderlei Gestalt). In der römisch-katholischen Kirche ist die Kelchkommunion der Gläubigen seit dem Zweiten Vatikanischen Konzil wieder erlaubt und sogar empfohlen: „Ihre volle Zeichenhaftigkeit gewinnt die Kommunion, wenn sie unter beiden Gestalten gereicht wird. In dieser Form wird das Zeichen des eucharistischen Mahle auf vollkommenere Art zum Ausdruck gebracht.“, doch ist im sonntäglichen Gemeindegottesdienst für die Gläubigen der ausschließliche Empfang des Brotes der Regelfall; nach Lehre der katholischen Kirche ist der ganze Christus in jeder der beiden Gestalten gegenwärtig.

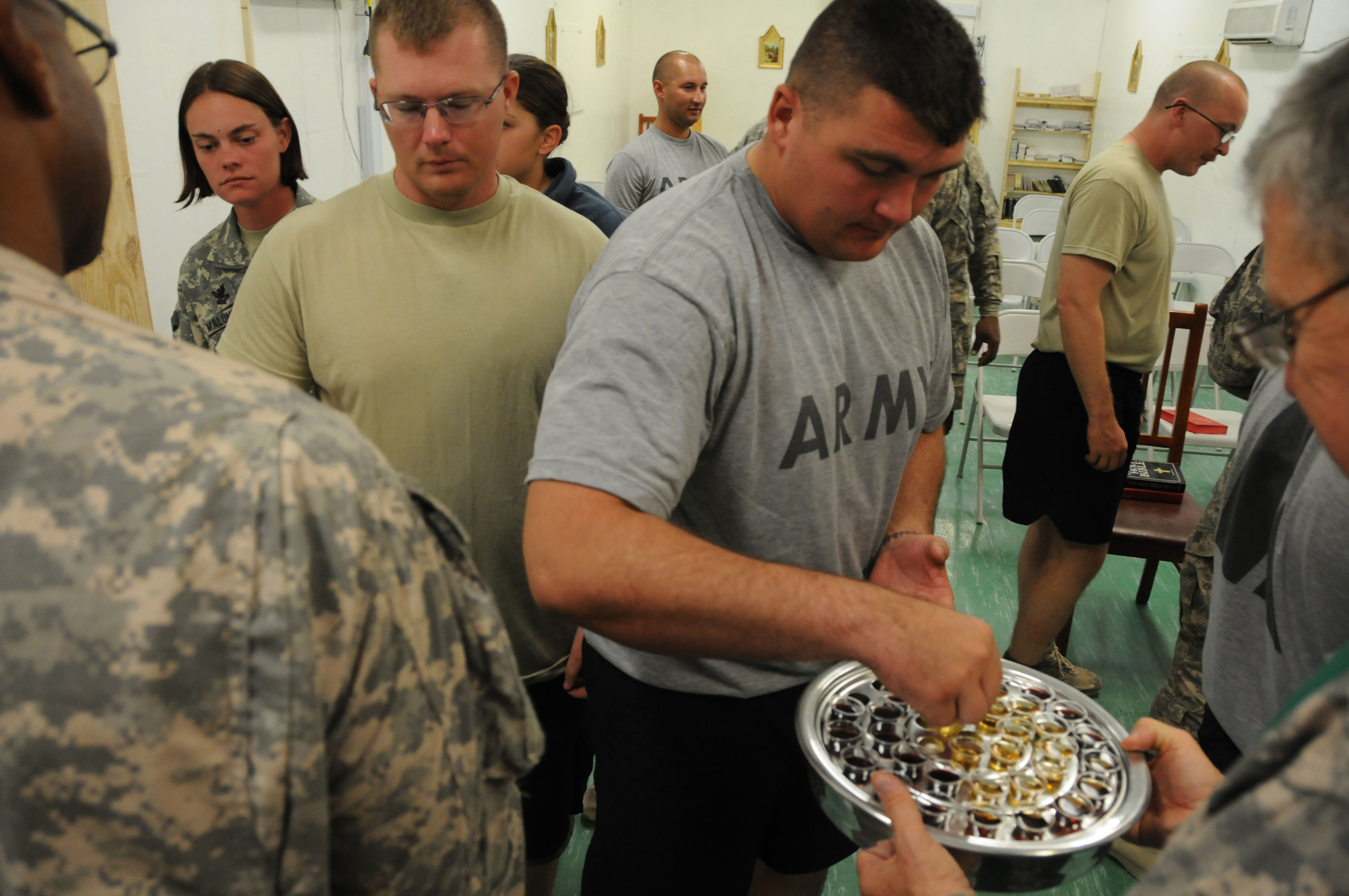
Kommunion mit Einzelkelchen (Militärgottesdienst der US-Armee, Ghazni, Afghanistan)

Beim Empfang der Kommunion unter beiderlei Gestalt werden verschiedene Formen praktiziert: das Trinken aus dem gemeinsamen Kelch oder aus Einzelkelchen, die Intinctio, bei der der Spender die Hostie in den Kelch taucht und der Empfänger so die Kommunion unter beiderlei Gestalt empfängt, in der Gestalt von Hostien, die mit drei Weintropfen beträufelt sind, oder in der orthodoxen Liturgie das Darreichen der vermischten Gaben mit einem Löffel.
Bei der Feier der Eucharistie wird häufig besonderes sakrales Gerät verwendet: Kelch und Patene. In den Ostkirchen gibt es weitere besondere Geräte, unter anderem ein als „Lanze“ bezeichnetes Messer zum Schneiden des Brotes und goldene Löffel zur Austeilung der vermischten Elemente. In vielen evangelischen Gemeinden wird, vor allem bei großen Kommunikantenzahlen, eine Weinkanne zum Nachfüllen des Kelches verwendet. Mitunter teilt man dort den Wein aus hygienischen Gründen in zusätzlichen kleinen Einzelkelchen aus.

### Zulassung zur Kommunion
In der frühen Kirche wurde, als noch vorwiegend die Gläubigentaufe praktiziert wurde, zwischen dem Katechumenengottesdienst, an dem auch die Taufanwärter (Katechumenen) teilnahmen, und der den Getauften vorbehaltenen Abendmahlsfeier unterschieden. Für den Teil der Liturgie vor der Einsetzung des Abendmahls war in der römisch-katholischen Kirche bis zur Liturgiereform des Zweiten Vatikanischen Konzils die Bezeichnung Vormesse üblich.
Nachdem die Kindertaufe üblich wurde, waren zunächst auch alle Kinder zum Abendmahl zugelassen. Erst im Laufe des Mittelalters verband die katholische Kirche die Teilnahme am Abendmahl mit dem Verständnis des Abendmahlsgeschehen. Zur Vorbereitung auf den Abendmahlsempfang dient(e) die Beichte, was mit 1 Kor 11,27-31  begründet wird. Die Reformatoren übernahmen zwar nicht die verpflichtende Beichte vor einem Priester als Sakrament, setzten jedoch vor den Abendmahlsempfang ein seelsorgerliches Gespräch, bei dem anfangs auch der Katechismusabschnitt vom Abendmahl abgefragt wurde. Deshalb haben auch evangelisch-lutherische Kirchen gelegentlich noch Beichtstühle. Ab dem 17. Jahrhundert ersetzte die Konfirmation diese Befragung und die Beichte wurde zunehmend als allgemeine Beichte gefeiert. Die Anmeldung zum Abendmahl samt Eintrag ins Kommunikantenregister und vorbereitendem Beichtgottesdienst hielt sich in vielen evangelischen Gemeinden bis ins 20. Jahrhundert.

#### Kinder
Die Zulassung von Kindern zur hl. Kommunion bzw. zum Abendmahl wird unterschiedlich gehandhabt:
- In den orthodoxen Kirchen sind orthodox getaufte Kinder gleich welchen Alters zur Kommunion zugelassen.
- Die reformierten Kirchen der Schweiz lassen Kinder schon seit Jahrzehnten zu. Diesen Brauch übernehmen immer mehr evangelische Kirchen außerhalb der Schweiz, so auch in Deutschland: Die Evangelische Kirche in Hessen und Nassau stellt ihren Kirchengemeinden frei, Kinder zum Abendmahl zuzulassen; sie sollen jedoch über dessen Bedeutung unterrichtet worden sein (zum Beispiel im Religionsunterricht). Auch in der Evangelisch-Lutherischen Kirche in Bayern gibt es seit 2000 eine Empfehlung der Landessynode, getauften Kindern das Abendmahl zu reichen; die Durchführung ist jedoch den Gemeinden überlassen. Vergleichbar ist etwa ebenfalls die Regelung in der Evangelisch-Lutherischen Landeskirche Sachsens. Die Evangelische Kirche A.B. in Österreich hat als erste lutherische Kirche das kinderoffene Abendmahl flächendeckend eingeführt.[36]
- In der Evangelisch-methodistischen Kirche ist die Teilnahme von Kindern am Abendmahl zugelassen. Es wird mit dem allgemeinen Ruf zum Tisch des Herrn, der niemanden ausschließt, so er daran teilhaben will, begründet. Die Eltern tragen die Verantwortung, dass die Kinder rechtzeitig die Bedeutung des Abendmahls kennenlernen.
- In der Neuapostolischen Kirche, sowie den meisten Ablegern selbiger, sind alle getauften und versiegelten Gläubigen vom Säuglingsalter an zum heiligen Abendmahl zugelassen. Auch Getaufte anderer Konfessionen können an den Abendmahlsfeiern teilnehmen.[37]
- In der katholischen Kirche gehen Kinder gewöhnlich in einem Alter zwischen sechs und zwölf Jahren zur ersten Kommunion, auf Wunsch des Kindes oder der Familie ist das aber auch früher möglich.

#### Offenes Abendmahl

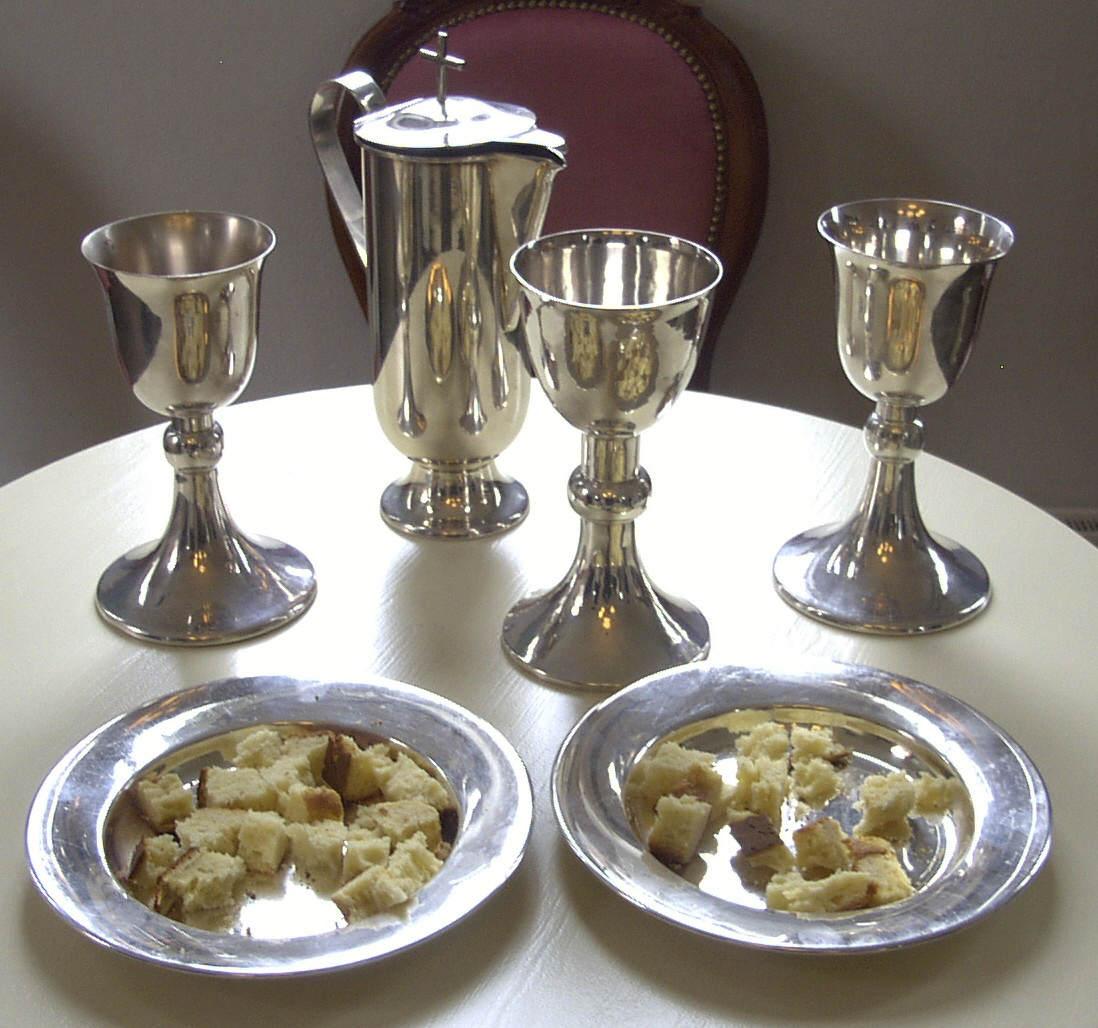
Kelche und Abendmahlsbrot beim baptistischen Abendmahl

In Kirchen, die offene Kommunion bzw. offenes Abendmahl praktizieren, sind auch Nichtmitglieder ohne weitere Beschränkung dazu zugelassen.
- Die Evangelisch-methodistische Kirche kennt keine Einschränkungen in der Zulassung zum Abendmahl. Jeder, der es wünscht, kann teilnehmen. Sie argumentiert, dass der Gastgeber Jesus Christus selbst sei und es deshalb niemandem zustehe, Einschränkungen vorzunehmen.
- An der Kommunion der Christengemeinschaft kann jeder interessierte Erwachsene ohne weitere Voraussetzung teilnehmen.
- In den evangelischen Landeskirchen sind alle getauften Christen zugelassen, die auch in ihrer eigenen Kirche zum Empfang der Eucharistie oder des Abendmahles zugelassen sind. In manchen evangelischen Landeskirchen wird das Abendmahl auch Ungetauften gereicht, wenn sie hinzutreten.
- Die Siebenten-Tags-Adventisten praktizieren das offene Abendmahl, an dem jeder teilnehmen darf, der sich im Glauben zu Jesus Christus gehörig fühlt.
- In der Alt-Katholischen Kirche in Deutschland gilt die Einladung zur Eucharistie für alle Getauften, die den Glauben „an die leibliche Gegenwart des auferstandenen und erhöhten Herrn in den eucharistischen Gestalten“ teilen.[38]
- In den Reformierten Kirchen der Schweiz sind alle zum Abendmahl eingeladen, welche die Gemeinschaft zu Jesus Christus und die Gemeinschaft in der Kirche suchen.
- In vielen evangelischen Freikirchen sind alle zugelassen, die sich als wiedergeborene Christen verstehen.
- In einigen evangelischen Freikirchen sind jene zugelassen, die aufgrund eines persönlichen Bekenntnisses ihres Glaubens an Jesus Christus getauft worden sind (Glaubenstaufe).
- Die Vereinigung Apostolischer Gemeinden lässt alle, die an den Opfertod Christi glauben, zum Abendmahl zu.
- Die Neuapostolische Kirche lässt alle „formgerecht“ getauften Christen gastweise am Abendmahl teilnehmen.

#### Geschlossene Kommunion
Bei Kirchen, die geschlossene Kommunion praktizieren, beschränkt sich die Zulassung zur Kommunion auf Mitglieder der betreffenden Kirche und Mitglieder von Kirchen, mit denen sie in voller Kirchengemeinschaft steht.
- In der römisch-katholischen Kirche sind die Gläubigen mit der Erstkommunion und Christen der mit Rom unierten Kirchen zum Empfang der Kommunion zugelassen. Daher sind Angehörige der protestantischen, orthodoxen und orientalischen Kirchen im Regelfall nicht zum Kommunionempfang eingeladen. Wenn Angehörige orthodoxer und orientalischer Kirchen von sich aus um den Empfang der Kommunion bitten, darf diese ihnen gereicht werden. Getauften Mitgliedern anderer Kirchen darf die Kommunion erlaubterweise nur nach Zustimmung des Diözesanbischofs oder in Notfällen sowie in Todesgefahr gespendet werden, falls sie zuvor ihren Glauben an die Realpräsenz Christi in der Eucharistie bekunden. Der Zustand schwerer Sünde hindert am Kommunionempfang (etwa bei wiederverheirateten Geschiedenen, wobei hierbei noch das Problem eines öffentlichen Verharrens in diesem Zustand hinzukommt).[39]

Im Februar 2018 beschloss die Deutsche Bischofskonferenz, eine Handreichung für konfessionsverschiedene Ehepaare herausgeben zu wollen, der zufolge evangelische Ehepartner im Einzelfall und unter bestimmten Bedingungen die Kommunion empfangen könnten, wenn sie nach „reiflicher Prüfung in einem geistlichen Gespräch mit dem Priester oder einer anderen mit der Seelsorger beauftragten Person zu dem Gewissenurteil gelangt sind, den Glauben der katholischen Kirche zu bejahen sowie eine ‚schwere geistliche Notlage‘ beenden und die Sehnsucht nach der Eucharistie stillen“ wollen.
- In orthodoxen Kirchen können nur getaufte orthodoxe Christen die Kommunion empfangen; Kleinkinder erhalten die heiligen Gaben ohne Vorbereitung, größere Kinder und Erwachsene, wenn sie dem örtlichen Brauch entsprechend vorbereitet sind, etwa durch Nüchternheit, Enthaltsamkeit, vorbereitendes Fasten, regelmäßige Beichte und Teilnahme am vorausgehenden Abend- oder Nachtgottesdienst, hilfsweise auch durch private Lesung der Kommuniongebete. Nach Vereinbarung mit dem Heiligen Stuhl lassen einige Ostkirchen im Bedarfsfall auch römisch-katholische Christen zum Kommunionempfang zu.
- In lutherischen Kirchen altkonfessioneller Prägung, wie der Selbständigen Evangelisch-Lutherischen Kirche (SELK), werden nur Christen der eigenen Kirche nach der Frühkommunion oder Konfirmation zum Sakramentsempfang zugelassen sowie jene Christen, die zu einer Kirche gehören, mit der volle Kirchengemeinschaft festgestellt wurde.
- In einigen Freikirchen werden nur Christen der eigenen Kirche zugelassen.

Die meisten Kirchen, die eine geschlossene Kommunion praktizieren, eröffnen für Christen anderer Konfessionen die Möglichkeit, im Notfall die Kommunion zu empfangen.

### Interkonfessionelle Abendmahlsgemeinschaft
Viele Kirchen lassen auch alle Mitglieder anderer Konfessionen am Abendmahl teilnehmen (Interkommunion). Zwischen manchen Kirchen ist zusätzlich vereinbart, dass es auch gemeinsame Abendmahlsfeiern (Interzelebration) geben kann. Eine solche Abendmahlsgemeinschaft besteht
- zwischen den lutherischen, reformierten und weiteren evangelischen Kirchen in Europa, die der Leuenberger Konkordie angeschlossen sind
- zwischen der Utrechter Union der Altkatholischen Kirchen und der Anglikanischen Gemeinschaft auf Grundlage des Bonn Agreement von 1931
- zwischen der Altkatholischen Kirche der Niederlande und der Altkatholischen Kirche der Mariaviten
- zwischen der anglikanischen Gemeinschaft und der indisch-orthodoxen Mar-Thoma-Kirche
- zwischen den US-amerikanischen Mitgliedskirchen in Churches Uniting in Christ
- zwischen den Kirchen in den Vereinigten Staaten, die das Formula of Agreement (1997) unterzeichnet haben: der evangelisch-lutherischen Kirche in Amerika (ELCA), der Reformed Church in America (RCA), der Presbyterian Church (U.S.A.) und der United Church of Christ (UCC)
- zwischen der Evangelisch-Lutherischen Kirche in Amerika (ELCA) und der United Methodist Church (UMC)
- zwischen den Mitgliedskirchen der Porvoo-Gemeinschaft

Zwischen der Alt-Katholischen Kirche in Deutschland und den Mitgliedskirchen der Evangelischen Kirche in Deutschland besteht seit 1985 eine wechselseitige Zulassung zum Abendmahl; ebenso zwischen der Church of England und der Methodist Church of Great Britain in Großbritannien.
Obwohl zwischen der katholischen Kirche und der Assyrischen Kirche des Ostens keine volle Abendmahlsgemeinschaft besteht, ist es Katholiken des chaldäischen Ritus und Gläubigen der Assyrischen Kirche erlaubt, unter bestimmten Bedingungen am Abendmahl der jeweils anderen Kirche teilzunehmen.
Aufgrund unterschiedlicher Auffassungen beim Verständnis des Priestertums ist nach katholischer Auffassung eine gemeinsame Eucharistiefeier von katholischen und evangelischen Christen nicht möglich. Für die altkatholischen und anglikanischen Kirchen besteht nach Auffassung der römisch-katholischen Kirche das Hindernis in der fehlenden Anerkennung der Bischofsweihen durch den Papst.
Ein wichtiger Schritt auf dem Weg zu einem gemeinsamen christlichen Abendmahlsverständnis ist die Lima-Erklärung des Weltkirchenrats. Ein ermutigendes Zeichen für ein gemeinsames Verständnis ist, dass die „Gültigkeit“ jedenfalls des lutherischen Abendmahls im Sinne einer Realpräsenz von Kardinal Ratzinger (dem späteren Papst Benedikt XVI.) als Vorsitzendem der Kongregation für die Glaubenslehre außer Streit gestellt wurde.

#### Eucharistische Gastfreundschaft
Die aktuelle theologische Diskussion über die Möglichkeit der Abendmahlsgemeinschaft besonders zwischen evangelischen und römisch-katholischen Christen wird unter dem Begriff der „eucharistischen Gastfreundschaft“ bzw. „Gastbereitschaft“ geführt. Evangelische und auch einige katholische Theologen plädieren für diese Gastfreundschaft beim Abendmahl bzw. der Eucharistiefeier, da es letztendlich Christus selbst sei, der alle Christen einlade. Bei den 20 Landeskirchen der EKD sind alle Getauften zum Abendmahl eingeladen. Die Haltung der römisch-katholischen Kirche ist hingegen, dass es keine „allgemeine eucharistische Gastfreundschaft“ geben könne, solange keine Kirchengemeinschaft (im Verständnis der Sakramente, insbesondere der Eucharistie und des Weihesakraments, und der apostolischen Sukzession) besteht. Besonders dringlich stellt sich die Frage nach der „eucharistischen Gastfreundschaft“ für Ehepaare, in denen ein Partner der römisch-katholischen Kirche angehört.

#### Umstrittene Kirchentagsliturgie
Im Vorfeld des Ökumenischen Kirchentags 2010 in München wurde eine gemeinsame Eucharistiefeier von den Leitungsebenen beider Kirchen deutlich abgelehnt. Nach Ansicht des evangelisch-lutherischen bayerischen Landesbischofs Johannes Friedrich und des Erzbischofs Reinhard Marx schaden solche Veranstaltungen der Ökumene.

## Lehren
Die Eucharistielehren und entsprechenden Liturgien der christlichen Konfessionen wurden in den orthodoxen Kirchen bis etwa 1000, in der römisch-katholischen und den evangelischen Kirchen in gegenseitiger Abgrenzung von heiliger Messe und Abendmahl bis etwa 1600 entwickelt und festgelegt. 

### Patristik

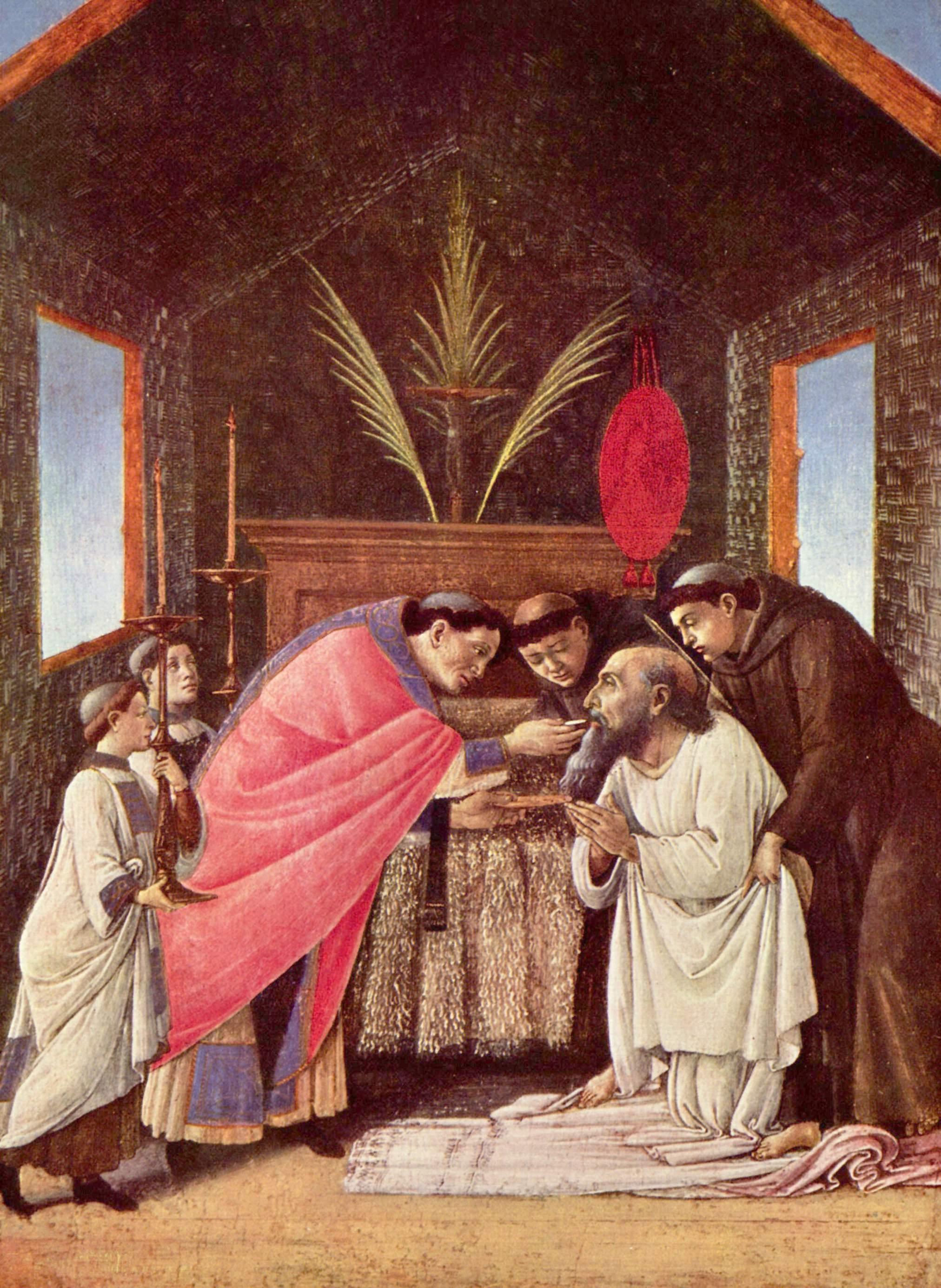
Sandro Botticelli: Die letzte Kommunion des Hl. Hieronymus, um 1495

Ignatius von Antiochien († 107–110) nannte die Eucharistie eine „Arznei der Unsterblichkeit“ und schrieb in seinem Brief an die Smyrnäer:

„Von der Eucharistie und dem Gebete halten sie sich ferne, weil sie nicht bekennen, dass die Eucharistie das Fleisch unseres Erlösers Jesus Christus ist, das für unsere Sünden gelitten hat und das der Vater in seiner Güte auferweckt hat … Nur jene Eucharistie gelte als die gesetzmäßige, die unter dem Bischof vollzogen wird oder durch den von ihm Beauftragten. Wo immer der Bischof sich zeigt, da sei auch das Volk, so wie da, wo Jesus Christus ist, auch die katholische Kirche ist. Ohne den Bischof darf man nicht taufen noch das Liebesmahl feiern; aber was immer er für gut findet, das ist auch Gott wohlgefällig, auf dass alles, was geschieht, sicher sei und gesetzmäßig.“

Im Brief an die Philadelphier schrieb er:

„Bemühet euch, nur eine Eucharistie zu feiern; denn es ist nur ein Fleisch unseres Herrn Jesu Christi und nur ein Kelch zur Einigung mit seinem Blute, nur ein Altar, wie nur ein Bischof ist in Verbindung mit dem Presbyterium und Diakonen, meinen Mitknechten, auf dass, was immer ihr tuet, ihr tuet gemäß dem Willen Gottes.“

In der um 100 entstandenen Didache ist zu lesen: „An jedem Herrentage, wenn ihr zusammenkommt, brecht das Brot und sagt Dank, nachdem ihr zuvor eure Verfehlungen bekannt habt, damit euer Opfer rein sei. Keiner aber, der Streit mit seinem Nächsten hat, soll mit euch zusammenkommen, bis sie sich versöhnt haben, damit euer Opfer nicht entweiht werde. Denn dies ist das vom Herrn gesprochene Wort: ‚An jeder Stelle und zu jeder Zeit mir ein reines Opfer darzubringen; denn ich bin ein großer König, spricht der Herr, und mein Name ist wunderbar unter den Völkern‘.“ (vgl. Mal 1,11.14 )
Justin der Märtyrer (ca. 110–165) verstand Brot und Wein in der heiligen Messe als Leib und Blut Jesu. Es ist die älteste erhaltene schriftliche Quelle, die versucht, die Transsubstantiationslehre zu formulieren. Gleichzeitig ist aber sehr umstritten, ob und inwieweit der Opfercharakter in der Eucharistie, wie sie später von der römischen Kirche verbindlich formuliert wurde, bei ihm zu finden ist. Er sagt nämlich, dass Gebete und Danksagung die einzigen vollkommenen Opfer sind, die Gott gefallen:

„Und wenn der Vorsteher Dank dargebracht hat und alle Leute ihre Zustimmung geäußert haben, geben jene, die bei uns Diakone genannt werden, einem jeden der Anwesenden um teilzuhaben am Brot und Wein gemischt mit Wasser, über welchen die Danksagung ausgesprochen war, und zu denen, die abwesend sind, tragen sie einen Teil weg. Und diese Speise wird bei uns Eucharistie genannt, an welcher niemand teilnehmen darf, außer wenn derjenige glaubt, dass die Dinge, welche wir lehren, wahr sind, und wer mit der Taufe zur Vergebung der Sünden gewaschen ist und erneuert ist und wer so lebt, wie Christus es vorgegeben hat. Denn nicht als übliches Brot und übliches Getränk empfangen wir dieses; sondern in gleicher Weise wie Jesus Christus unser Retter, welcher Fleisch wurde als das Wort Gottes und hatte sowohl Fleisch als auch Blut für unsere Errettung, so sind wir in gleicher Weise gelehrt worden, dass die Speise, welche gesegnet ist durch das Gebet Seines Wortes und von der unser Blut und Fleisch durch Umwandlung genährt werden, das Fleisch und Blut von jenem Jesus ist, der Fleisch wurde.“

Aurelius Augustinus verbindet seine philosophischen Überlegungen zum Zeichen mit einer zu seiner Zeit vollkommen neuen Eucharistielehre:

„Die Eucharistie, Brot und Wein ‚heißen deshalb Sakramente, weil man an ihnen etwas anderes sieht, etwas anderes dagegen erkennt. Was man sieht, hat eine leibliche Gestalt, was man erkennt, hat einen geistigen Gehalt.‘ Die Eucharistie […] ist nicht nur eines unter vielen signa [Zeichen, Anm.d.Verf.], sondern sie zählt zu den signa sacra, da Brot und Wein erst gewandelt werden zu einem ‚sichtbaren Wort‘.“

Irenäus von Lyon schrieb in Adversus haereses (um 185) über das Opfer der Kirche:

„Wie aber können sie wiederum sagen, das Fleisch verwese und habe keinen Anteil am Leben, wenn es mit dem Leibe und Blute des Herrn ernährt wird? Also mögen sie diese Lehre abändern oder nicht mehr die genannten Gaben darbringen! Unsere Lehre aber stimmt mit der Eucharistie überein, und die Eucharistie wiederum bestätigt unsere Lehre. Von dem Seinigen nämlich opfern wir ihm, indem wir geziemenderweise die unauflösliche Einheit von Fleisch und Geist verkünden. Denn wie das von der Erde stammende Brot, wenn es die Anrufung Gottes empfängt, nicht mehr gewöhnliches Brot ist, sondern die Eucharistie, die aus zwei Elementen, einem irdischen und einem himmlischen besteht, so gehören auch unsere Körper, wenn sie die Eucharistie empfangen, nicht mehr der Verweslichkeit an, sondern haben die Hoffnung auf Auferstehung.“

Hippolyt von Rom (um 170–235) überlieferte in seiner Traditio apostolica ein ausführliches Eucharistiegebet (Hochgebet).
Cyprian von Karthago (um 200–258) betonte in seinen Schriften (vor allem ep. 63) den Opfercharakter der Eucharistie. Der Priester bringt ein wirkliches Opfer dar. Cyprian bezeugt auch die Praxis der täglichen Eucharistiefeier und die enge Verbindung zwischen Eucharistie und der Stellung der Kleriker: die Kleriker werden hauptsächlich aus den Gaben, die die Gläubigen zur Eucharistie mitbringen, bezahlt.

### Römisch-katholische Kirche

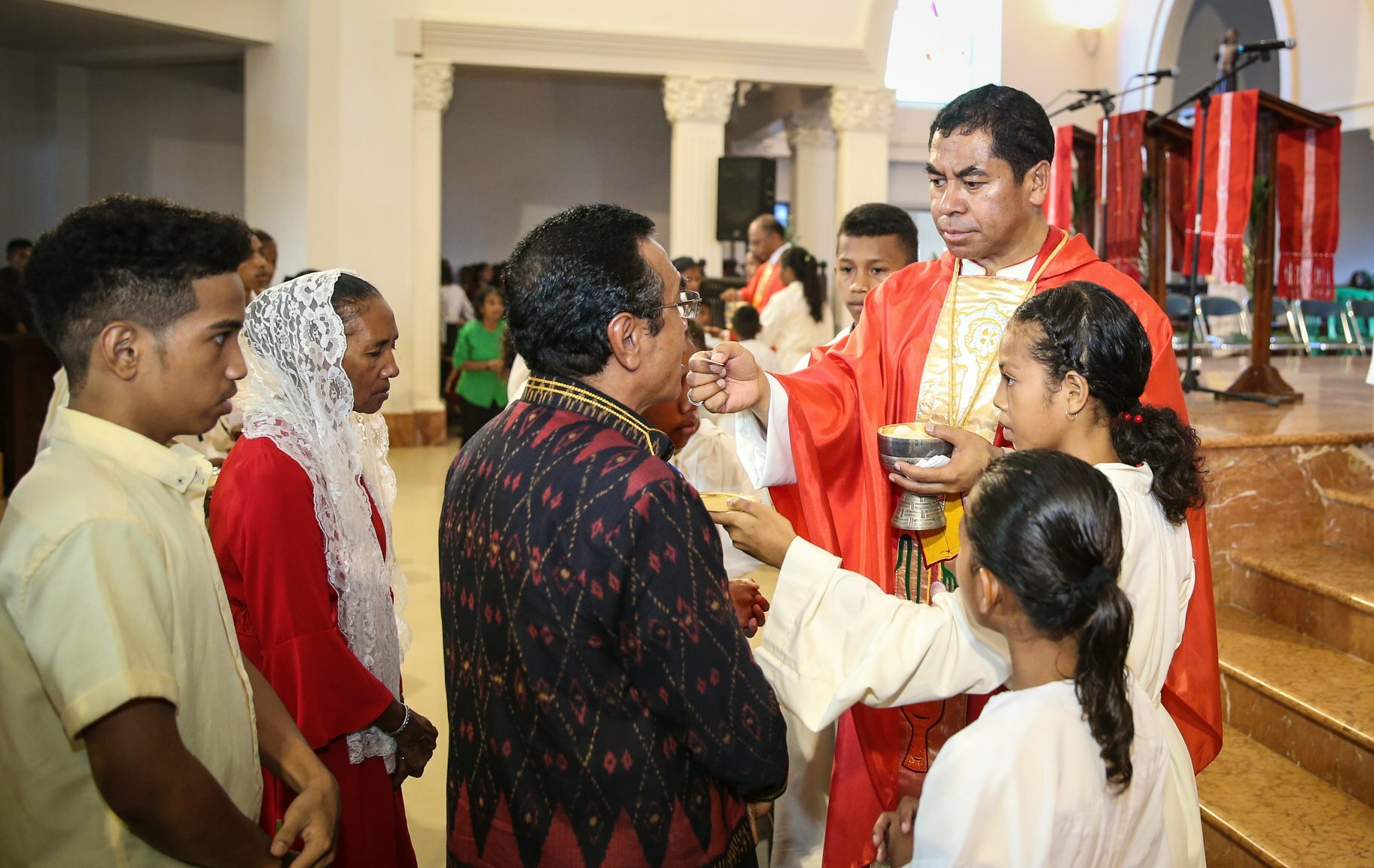
Der Bischof von Dili spendet die Kommunion

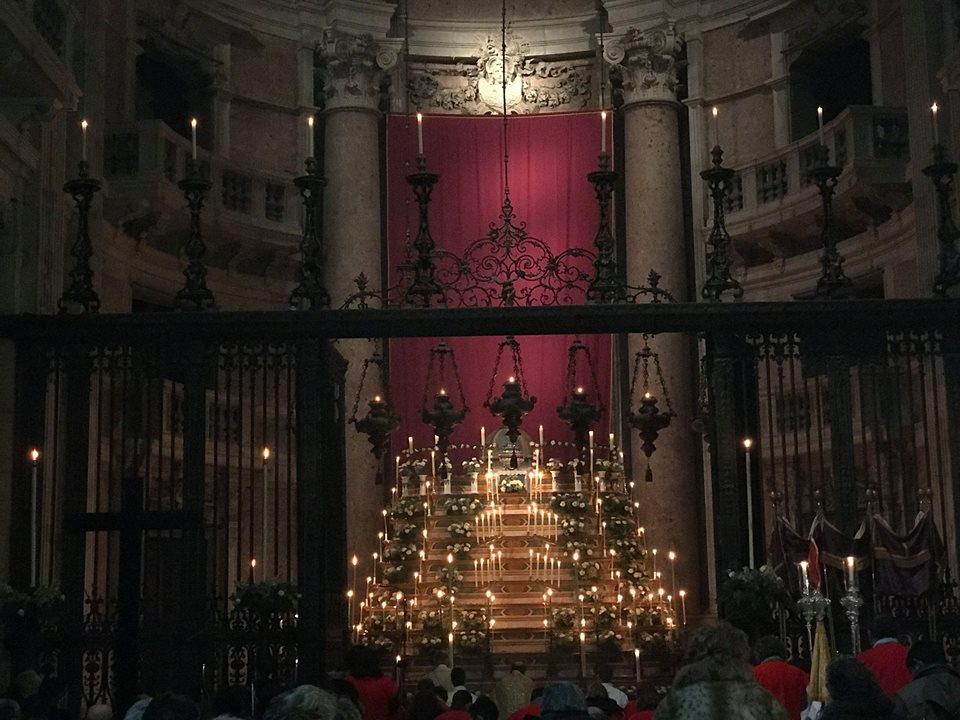
Eucharistische Anbetung der Königlichen und Ehrwürdigen Bruderschaft des Allerheiligsten Sakraments von Mafra in der Basilika von Mafra

Die Eucharistie ist Hauptteil der heiligen Messe neben der Verkündung des Wortes Gottes. Auch die gesamte heilige Messe wird Eucharistie oder Eucharistiefeier genannt. In ihr wird das Pascha-Mysterium, das Geheimnis der Erlösung durch Tod und Auferstehung Jesu Christi, vergegenwärtigt und gefeiert.
Die römisch-katholische Kirche lehrt die Realpräsenz Jesu Christi in den Gestalten von Brot und Wein in der Eucharistie. Indem der Priester, der damit in persona Christi handelt, während des Hochgebetes die Einsetzungsworte „Das ist mein Leib“ und „Das ist mein Blut“ ausspricht (Konsekration), geschehe die geheimnisvolle Wandlung (Transsubstantiation) der Substanz von Brot und Wein in den wahren Leib und das wahre Blut Christi. In der konsekrierten Hostie sei Christus wahrhaft gegenwärtig und bleibe es auch nach der eigentlichen Opferfeier. Darum werden konsekrierte Hostien im Tabernakel aufbewahrt und dienen zur Kommunion für die Kranken und Sterbenden („Wegzehrung“) wie auch zur anbetenden Verehrung durch die Gläubigen. In der neueren katholischen Theologie wird die Wandlung der Gaben nicht mehr auf den Moment des Aussprechens der Einsetzungsworte fixiert, sondern geschieht durch die gesamte Messfeier, insbesondere beim Hochgebet. Diese Sicht entspricht der durchgehenden Praxis der Ostkirchen.
Nach der Lehre des Konzils von Trient sind Messopfer und Kreuzesopfer identisch: „Die Opfergabe ist ein und dieselbe; derselbe, der sich damals am Kreuze opferte, opfert sich jetzt durch den Dienst der Priester; allein die Weise des Opfers ist verschieden.“ Das genaue Verhältnis von Mess- und Kreuzesopfer beschreibt das Konzil als repraesentatio („Vergegenwärtigung“), memoria („Gedächtnis“) und applicatio („Zuwendung“). Der Römische Katechismus fügt die instauratio („Erneuerung“) hinzu. Sie sei als sakramentale Darstellung des Kreuzesopfers seine lebendige, objektive Vergegenwärtigung, die die am Kreuz von Christus verdienten Gnaden den Menschen zuwendet. Dies erfüllt zugleich Jesu Aufforderung: „Tut dies zu meinem Gedächtnis.“ Gedächtnis fasste das Konzil als objektives Geschehen auf, nicht als bloße Erinnerungsfeier: „Wer sagt, in der Messe werde Gott nicht ein wirkliches und eigentliches Opfer dargebracht, oder die Opferhandlung bestehe in nichts anderem, als dass uns Christus zur Speise gereicht werde, der sei [aus der Kirche] ausgeschlossen.“
In der Feier der Eucharistie (der Messe oder dem Herrenmahl) wird Jesus Christus als wirklich gegenwärtig (realiter praesens) geglaubt, und zwar in der gottesdienstlichen Versammlung selbst, die in seinem Namen zusammengeführt wurde, in der Person des Zelebranten, im verkündeten Wort sowie wesenhaft und bleibend unter den eucharistischen Gestalten von Brot und Wein. Der Katechismus der Katholischen Kirche (Kompendium) erläutert: „Jesus Christus ist in der Eucharistie auf einzigartige und unvergleichliche Weise gegenwärtig: wirklich, tatsächlich und substantiell, mit seinem Leib und seinem Blut, mit seiner Seele und seiner Gottheit. In der Eucharistie ist also der ganze Christus, Gott und Mensch, auf sakramentale Weise gegenwärtig, das heißt unter den eucharistischen Gestalten von Brot und Wein“ und in jedem ihrer Teile. Somit ist die Kommunion der Gemeinde unter beiden Gestalten nicht zwingend notwendig. Darum und aus hygienischen Gründen wurde der Laienkelch seit dem Hochmittelalter mehr und mehr gemieden und schließlich eingestellt; nur der Priester trank den eucharistischen Wein. Heute ist der Empfang der Kommunion unter beiderlei Gestalt wieder möglich und wird vor allem zu bestimmten Gelegenheiten von der Kirche „sehr empfohlen“: Die Kelchkommunion empfangen Brautpaare in ihrer Brautmesse, Ordensleute bei ihrer Profess und geweihte Jungfrauen bei ihrer Jungfrauenweihe, erwachsene Neugetaufte in der Messe, die auf ihre Taufe folgt, und Erwachsene bei der Firmung. Für die Messe vom letzten Abendmahl am Gründonnerstag ist sie im Messbuch ausdrücklich vorgesehen, für die Feier der Osternacht vom Vatikan dringend angeraten. Der einer heiligen Messe vorstehende Priester muss immer unter beiden Gestalten kommunizieren.
Die Eucharistie ist eines der sieben Sakramente. Das Sakrament wirkt nach Lehre der katholischen Kirche durch seinen korrekten, der Einsetzung gemäßen Vollzug ex opere operato. Da Jesu Auftrag, Brot und Wein zu seinem Gedächtnis zu teilen, an die Apostel ergangen sei, sei die Konsekration nur geweihten Priestern erlaubt und nur durch deren Vollzug gültig. Denn sie seien durch ihre Weihe Stellvertreter der Bischöfe, die wiederum durch die apostolische Sukzession Nachfolger der Apostel seien.
Voraussetzung für den Empfang der Kommunion ist der Glaube an die Realpräsenz Christi. Darum dürfen kleine Kinder (außer in den katholischen Ostkirchen) nicht kommunizieren, da sie den Leib Christi noch nicht von normalem Brot unterscheiden könnten. Weiterhin muss der Kommunizierende frei von schweren Sünden sein und sich gegebenenfalls vor der Kommunion im Bußsakrament mit Gott versöhnen; auch soll wenigstens eine Stunde vor dem Empfang der Kommunion die eucharistische Nüchternheit eingehalten werden.
Die römisch-katholische Kirche empfiehlt die tägliche Mitfeier der heiligen Messe und nach Möglichkeit auch den täglichen Empfang der heiligen Kommunion. Deren Empfang vermehre die Liebe Gottes, bewahre dadurch vor der Anhänglichkeit an die Sünde und bewirke die Vergebung leichterer Sünden. Indem das in der Kirche vereinte Volk Gottes beim Mahl des Herrn den Leib Christi empfange, werde es selbst zum „Leib Christi“.
Siehe auch: eucharistische Anbetung, eucharistische Prozession, eucharistischer Segen und Ecclesia de eucharistia.

### Orthodoxe und altorientalische Kirchen

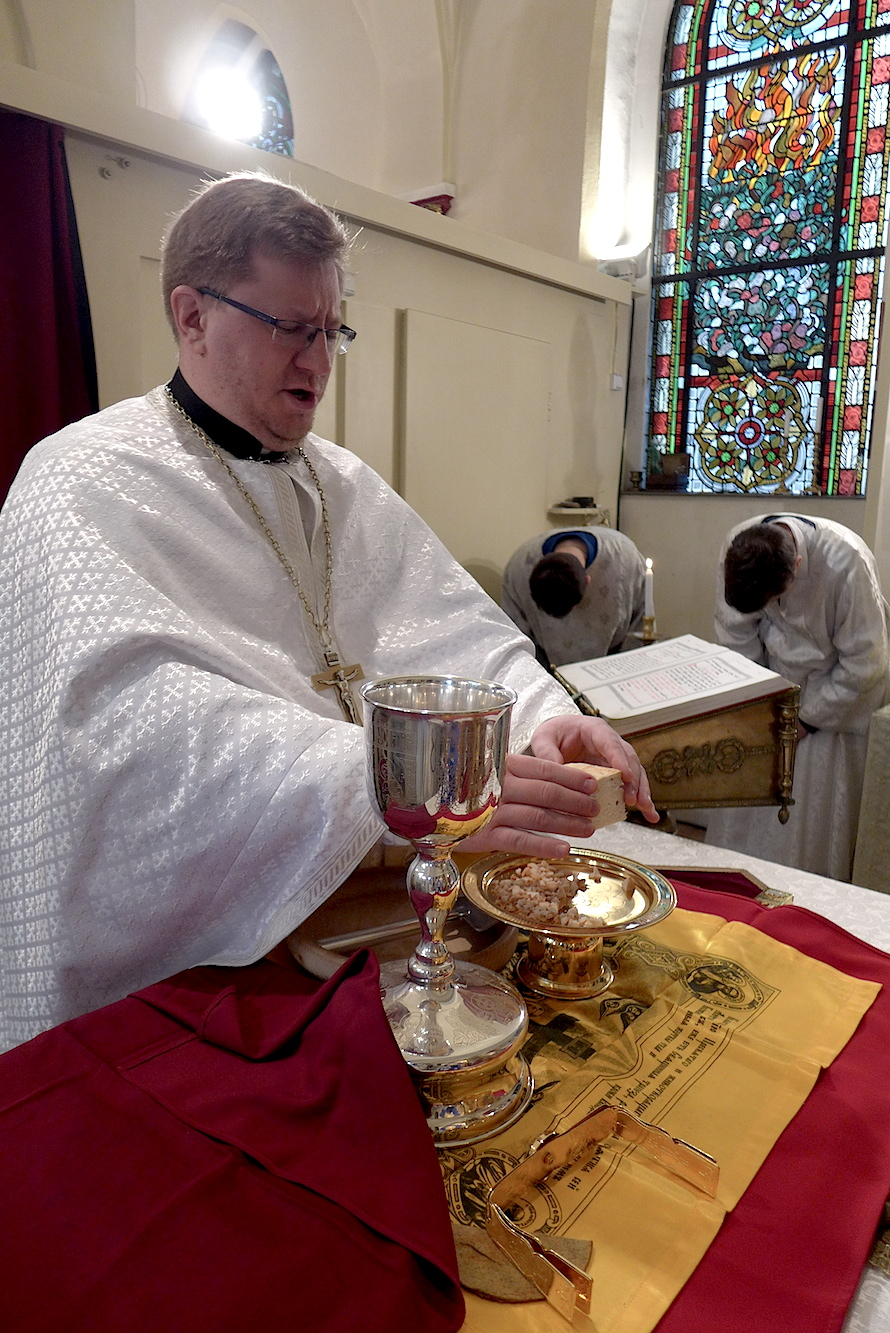
Göttliche Liturgie (Russisch-orthodoxe Maria-Obhut-Kirche, Düsseldorf)

Orthodoxe Kirchen lehren in Übereinstimmung mit der Alten Kirche die „Verwandlung“ (altgriechisch μεταβολή metabolḗ) von Brot und Wein zu Leib und Blut Christi. Der Begriff Transsubstantiation (altgriechisch μετουσίωσις metousíōsis) wird zwar seit dem 17. Jahrhundert verwendet, ist aber zunehmend umstritten.
Eine Eucharistiefeier ohne den Rahmen der Göttlichen Liturgie ist unbekannt. Die Feier findet nach orthodoxem Glauben in Gegenwart der Engel und Heiligen als Abbild des himmlischen Gottesdienstes statt. Die Liturgie wird vom Bischof oder Priester in Anwesenheit des Volkes gefeiert. Sie erfordert ein geweihtes Antimension, gesäuertes Weizenbrot (in der armenischen Kirche: ungesäuertes Weizenbrot) und roten, mit Wasser gemischten Traubenwein (in der armenischen Kirche: ungemischt). Innerhalb der Liturgie hat die Epiklese größte Bedeutung. Der Priester darf die Eucharistie höchstens einmal am Tag feiern, sie darf auch in jedem Kirchengebäude nur einmal am Tag stattfinden und ein Gläubiger ebenfalls höchstens einmal am Tag daran teilnehmen. Tägliche Eucharistiefeier ist jedoch in der Orthodoxie auch für Priester ungewöhnlich, üblich ist eher der wöchentliche Rhythmus, vor allem die Feier am Sonntag.
Die Eucharistie gilt im byzantinischen Ritus als „unblutiges Opfer“, nämlich Opfer des Gotteslobs, Opfer der Schöpfungsgaben und Abbild des Kreuzesopfers Christi. Da nur ein Brot verwendet wird, kommt der ekklesiologische Gedanke der Einheit besonders sinnfällig zum Ausdruck. So heißt es in der Basilios-Liturgie:

„Uns aber alle, die wir an einem Brot und einem Kelch teilhaben, einige untereinander zur Gemeinschaft des einen Heiligen Geistes.“

Der Empfang der Eucharistie in der orthodoxen Kirche durch nicht-orthodoxe Christen gilt als unmöglich, da nach orthodoxem Glauben der Teilnehmerkreis der Eucharistie (und nichts anderes) per definitionem die Kirche ist und Nicht-Orthodoxe somit quasi automatisch zur orthodoxen Kirche überträten, wenn sie teilnähmen. Wenn ein Gläubiger die Eucharistie empfangen möchte, meldet er sich üblicherweise am Vortag beim Priester an; dies gilt vor allem für Auswärtige, die der Priester nicht persönlich kennt.
Alle getauften orthodoxen Christen dürfen die Eucharistie empfangen, auch Kleinkinder, da die orthodoxe Kirche „Glauben“ vor allem im Sinne eines Vertrauens versteht, zu dem auch kleine Kinder schon fähig sind, weniger im Sinne eines Fürwahrhaltens, das einen entwickelten Verstand erfordern würde. Allerdings verlangen einige Kirchen von erwachsenen Teilnehmern eine vollständige Beichte am Vorabend, was dazu geführt hat, dass dort die Erwachsenen nur einige Male im Jahr selbst die Eucharistie empfangen, während sie sonst nur als Mitbetende oder Sänger teilnehmen. Es gibt zurzeit jedoch Bestrebungen, den wöchentlichen Empfang wieder zur Norm zu machen.
Die orthodoxen Kirchen bewahren Brot und Wein nach der Eucharistiefeier ehrfurchtsvoll auf, da sie an die Permanenz der Gegenwart von Leib und Blut Christi glauben. Sie werden zur Krankenkommunion verwendet, es gibt hingegen keinen Sakramentskult außerhalb der Eucharistiefeier.

### Anglikanische Kirchenfamilie

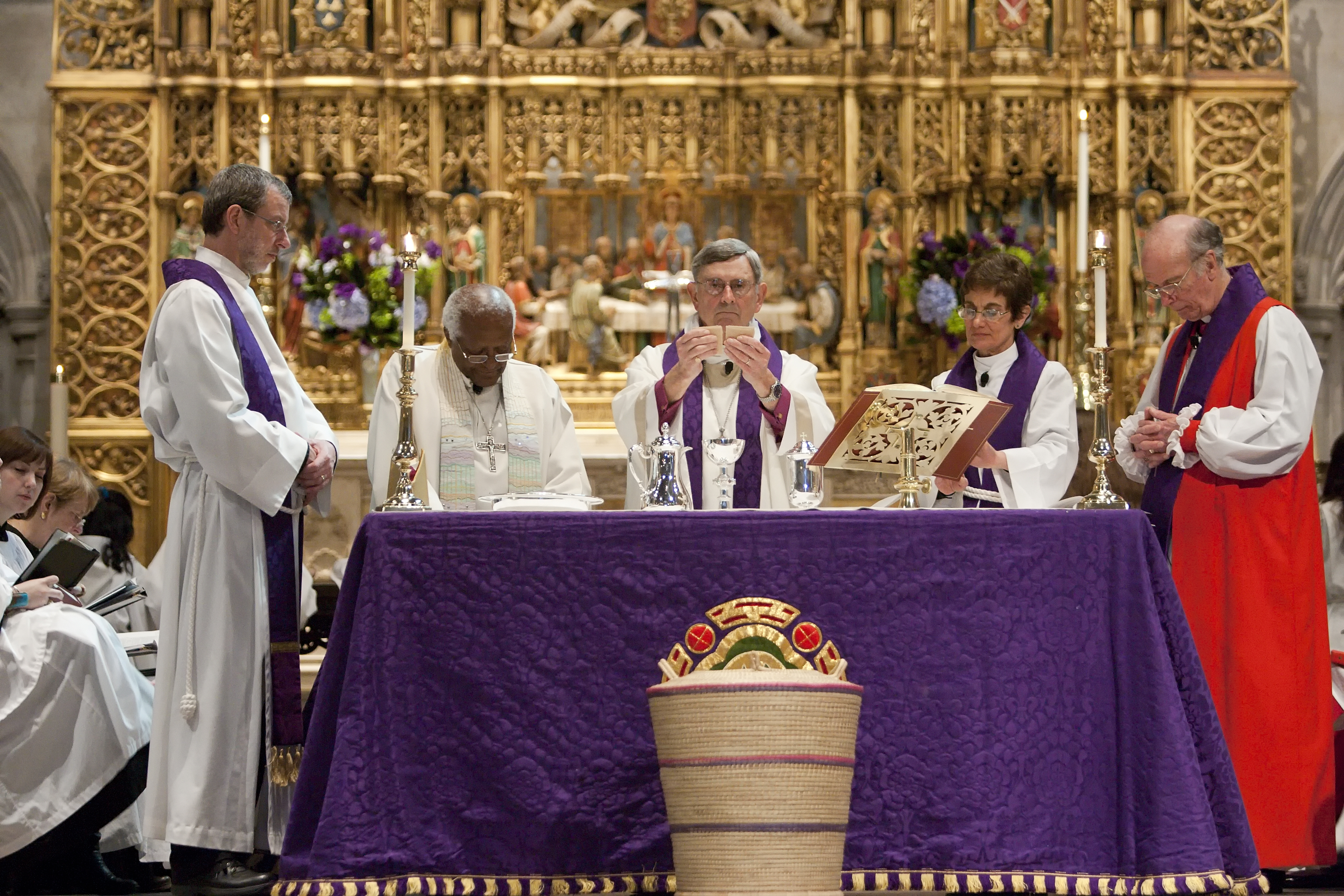
Kommunionfeier mit Erzbischof Desmond Tutu, St. James’ Episcopal Church (Manhattan)

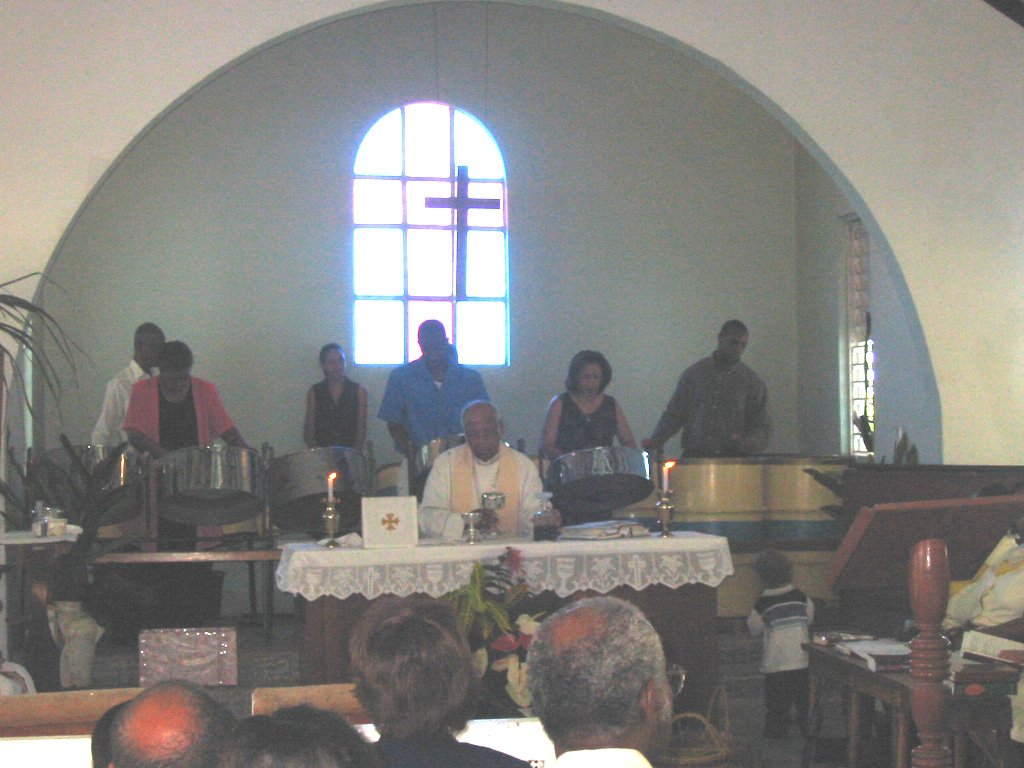
Anglikanische Kommunionfeier in Jamaika

In der Kirche von England wurden schon bald nach der Reformation heftige Debatten um die Lehre von der Transsubstantiation geführt. Zunächst hielt man, nachdem Heinrich VIII. mit der römisch-katholischen Kirche gebrochen hatte, noch an der Lehre von der Realpräsenz fest. Doch unter Eduard VI. kam der Reformator Martin Bucer nach Cambridge, wurde dort Professor und beeinflusste die Theologie der Kirche von England maßgeblich. Zu dieser Zeit hatte Bischof Thomas Cranmer anfänglich eine lutherische, sein Kollege Nicholas Ridley eine reformierte Position vertreten. Bucer versuchte, zwischen diesen Einstellungen zu vermitteln, wie er es auch schon auf dem Kontinent getan hatte. Er lehnte einerseits eine durch die Sinne wahrnehmbare Gegenwart Christi in der Eucharistie ab, andererseits vertrat er die Auffassung, dass Christus in den eucharistischen Gestalten Brot und Wein gegenwärtig sei. Bucer unterschied dafür zwischen dem Äußerlichen und dem Geistlichen oder Innerlichen und war in seinem Denken damit den Mystikern nahe. Er kam zu der Ansicht, dass das Zeichen des Leibes Christi dem Munde gereicht werde. Gleichzeitig werde der wahre Leib Christi der Seele dargeboten. Diese Aussage Bucers findet sich später in den Gebeten des Book of Common Prayer wieder und zeigt, dass er eine eigenständige Theologie vertrat. Beeinflusst von dieser mystischen Position Bucers sagte Cranmer später: „So wie das Brot äußerlich wirklich gegessen wird beim Abendmahl, wird auch der wahre Leib Christi innerlich im Glauben wahrhaftig gegessen von allen, die in rechter Weise herzu kommen, so dass sie durch das Essen genährt werden zum ewigen Leben. (As the bread is outwardly eaten indeed in the Lord’s supper, so is the very body of Christ inwardly by faith indeed eaten of all them that come thereto as they ought to do, with eating nourisheth unto everlasting life.)“
Cranmer unterschied sich jedoch von Bucer, weil er sich nicht ausschließlich einer „biblischen“ Sprache bediente. Seine Aussagen wirken daher klarer und deutlicher:

„Wir sagen nicht, […] dass der Leib Christi körperlich, natürlich und fleischlich entweder in Brot und Wein oder in Form von Brot und Wein oder in jenen, die davon essen, und trinken, gegenwärtig sei. Wir sagen vielmehr, dass er körperlich allein im Himmel ist, geistlich aber in jenen, die würdig das Brot essen und den Wein trinken. (We say not […] that the body of Christ is corporally, naturally and carnally either in the bread and wine or forms of bread and wine, or in them that eat and drink there-of: but we say that he is corporally in heaven only, and spiritually in them that worthily eat and drink the bread and wine.)“

Cranmer wies in seinem Denken ähnlich mystische Tendenzen auf wie Bucer, was zum Beispiel in seiner Antwort auf die Frage, ob es eine würdige und unwürdige Teilnahme an der Eucharistie gibt, deutlich wird:

„Alle Menschen essen nicht den Leib Christi und trinken auch nicht sein Blut. Christus wird geistlich gegessen von allen gläubigen Christenmenschen, wenn sie das Sakrament empfangen, und zwar fortwährend, so lange sie Glieder des geistlichen Leibes Christi sind. (All men eat not Christ‘s body nor drink his blood – Christ is spiritually eaten of all faithful christian men, not only when they receive the sacrament, but continually, so long as they be members of Christ‘s spiritual body.)“

Diese Haltung von Bucer und Cranmer fand ihren Niederschlag in den 39 Glaubensartikeln (Articles of Religion) von 1571, in denen die oben genannte Haltung wiedergegeben wird. Auch heute hält der Katechismus der Episkopalkirche der Vereinigten Staaten von Amerika diesen Dualismus fest: eine äußere Form und eine innere, geistige Gnade. Durch diese Anerkennung beider Realitäten wird die via media als charakteristisch anglikanische Lösung auch auf Fragen der Eucharistie angewandt.
Das Book of Common Prayer enthielt in der Fassung von 1552 eine Klarstellung (in der sogenannten Black Rubric), dass das Knien beim Kommunionempfang keineswegs bedeute, dass Brot und Wein angebetet würden oder „irgendeine reale und wesenhafte Gegenwart von Christi Fleisch und Blut (any real and essential presence there being of Christ’s natural flesh and blood)“ verehrt würde. Dieser Passus wurde in der dritten Fassung von 1559 gestrichen.
Das Pendel schwang im 19. Jahrhundert allerdings wieder mit der sogenannten Oxford-Bewegung um John Henry Newman zurück. Die Realpräsenz wurde wieder betont, in einer Weise, die näher an der römisch-katholischen Auffassung erinnerte (Anglokatholizismus). Heute wird innerhalb der anglikanischen Kirchengemeinschaft ein breites Spektrum an Auffassungen vertreten. Das Windsor Statement von 1971 stellt weitgehende Übereinstimmungen zwischen dem Eucharistieverständnis der Römisch-katholischen und der Anglikanischen Kirche fest.

### Altkatholische Kirche
Die altkatholische Kirche hält nach der Utrechter Erklärung von 1889 am alten (= ursprünglichen) katholischen Glauben fest, dem zufolge die Kommunikanten den Leib und das Blut Jesu Christi selbst unter den Gestalten von Brot und Wein empfangen. Die Eucharistie ist dabei keine Wiederholung oder Erneuerung des einmaligen Sühnopfers Christi, vielmehr besteht ihr Opfercharakter darin, „dass sie das bleibende Gedächtnis desselben ist und eine auf Erden stattfindende reale Vergegenwärtigung jener Einen Darbringung Christi für das Heil der erlösten Menschheit, welche nach Hebr. IX, 11,12 fortwährend im Himmel von Christus geleistet wird, indem er jetzt in der Gegenwart Gottes für uns erscheint.“ (Artikel 6)
Angesichts des Sakramentes verbieten sich nach altkatholischer Ansicht Mutmaßungen über die Art und Weise der Anwesenheit Christi in den Elementen von Brot und Wein. Die altkatholische Theologie lehnt daher überwiegend Transsubstantiations- und Konsubstantiationslehre ab, betont vielmehr den Charakter des Geheimnisses, des Mysteriums.
Maßgeblich für die „Wandlung“ der Elemente ist auch nicht das Sprechen der Einsetzungsworte durch den Priester, sondern die Gesamtheit der liturgischen Feier zusammen mit der versammelten Gemeinde.

### Lutherische Kirchen

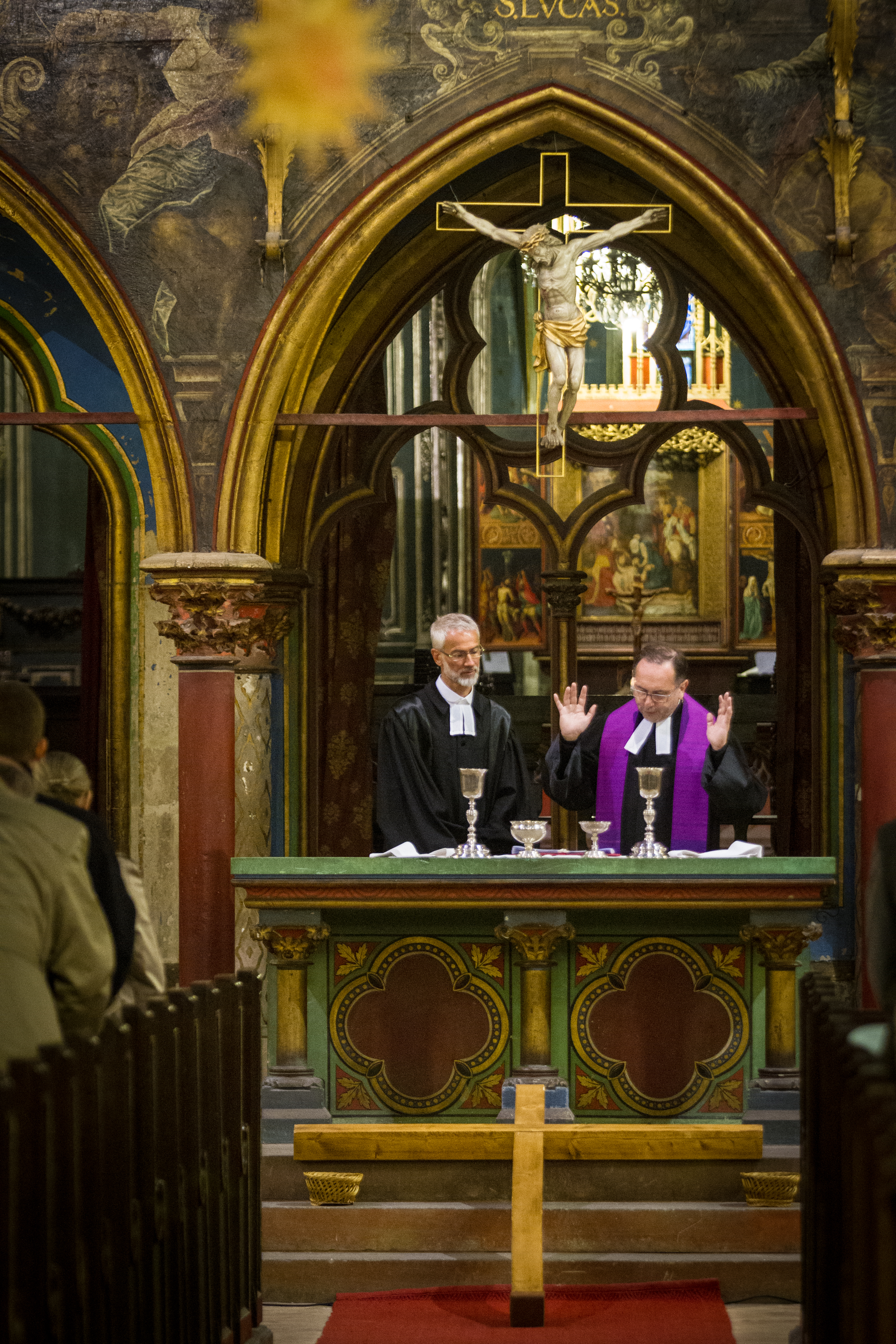
Abendmahlsfeier in Saint-Pierre-le-Jeune, Straßburg.

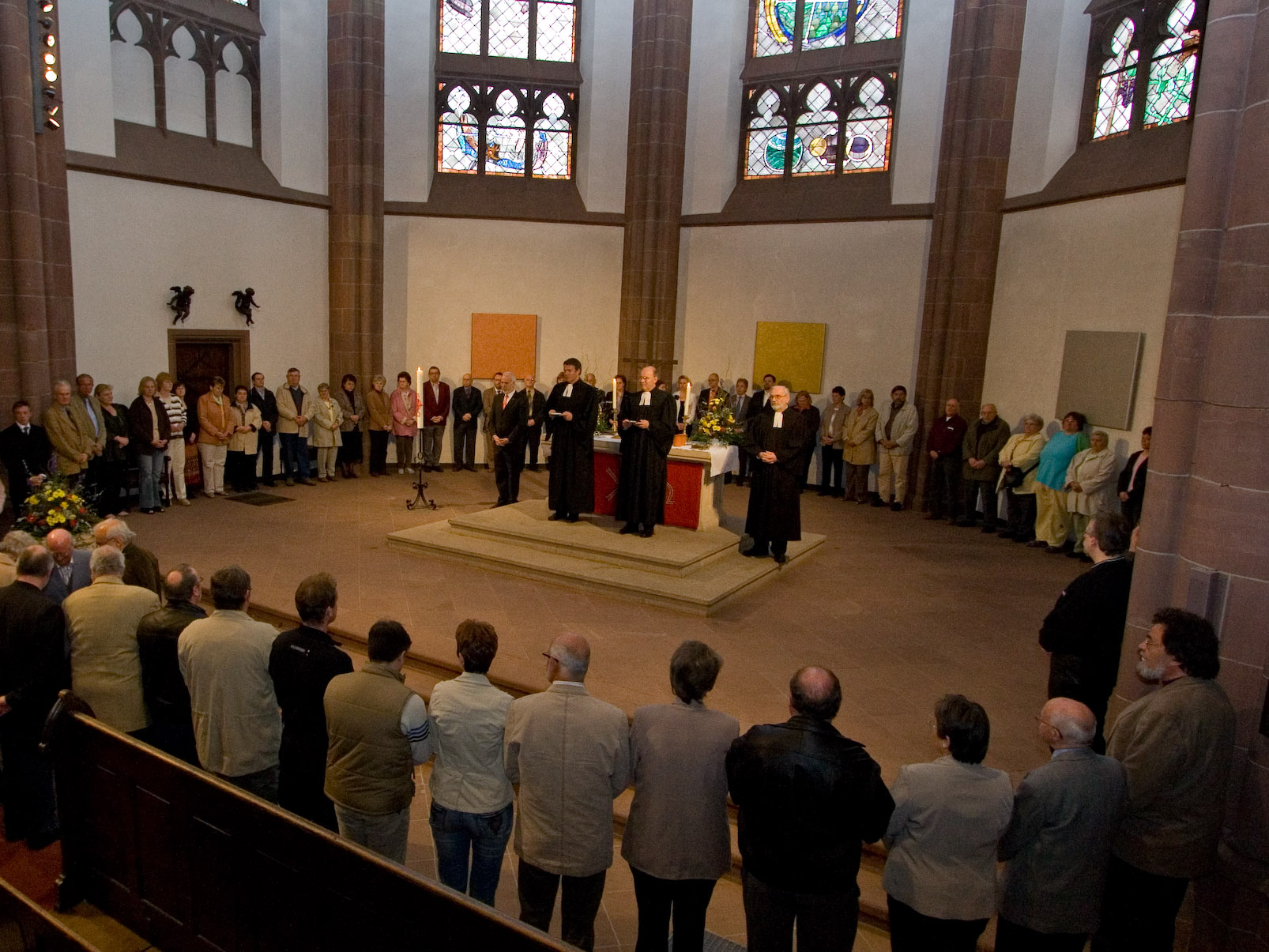
Abendmahl in der Frankfurter Dreikönigskirche

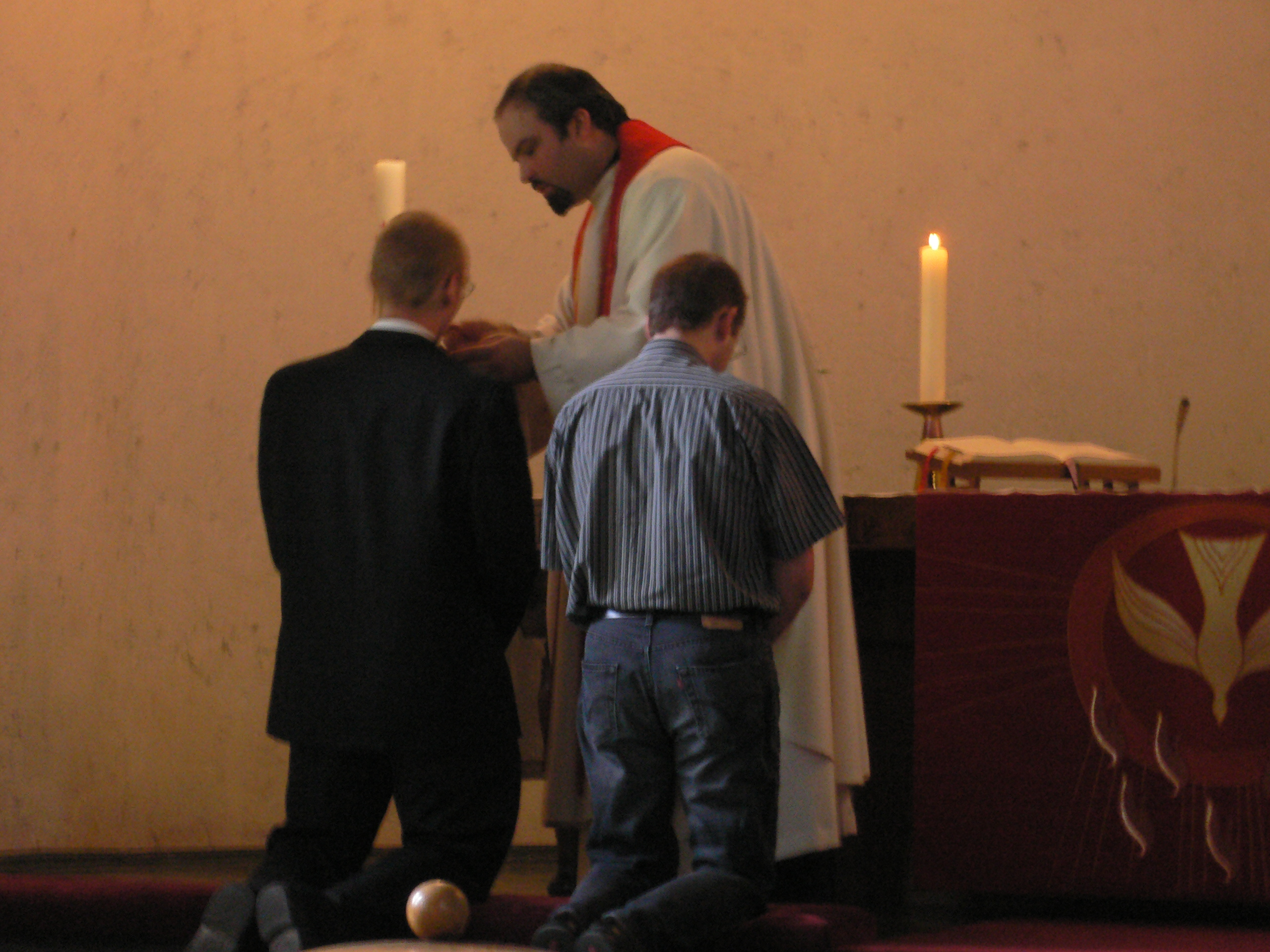
Kommunion in einer lutherischen Abendmahlsfeier (SELK)

Nach lutherischer Auffassung ist das Abendmahl ein Sakrament und somit „Zeichen und Zeugnis“ des göttlichen Willens, durch die der Glaube einerseits geweckt, andererseits auch gestärkt wird. Gleichzeitig fordern die Sakramente auch den Glauben, da nur der Glaube das Heil im Sakrament ergreifen kann. Die Bekenntnisschriften der evangelisch-lutherischen Kirche üben am römisch-katholischen Eucharistieverständnis unter Berufung auf die neutestamentlichen Bibelstellen zum Altarsakrament Kritik. Abgelehnt wird die Transsubstantiationslehre, weil sie ein rein philosophisches Erklärungsmodell sei und diese keine biblische Grundlage habe. Ebenso wird das Messopfer, das der Priester auf unblutige Weise dem Vater darbringt, unter dem Hinweis abgelehnt, dass Christi Opfer am Kreuz ein für alle Mal erfolgt sei und nicht der Wiederholung oder der Ergänzung bedürfe. Ein dritter Kritikpunkt ist der Entzug des Laienkelchs.
Jedoch halten die lutherischen Bekenntnisschriften an der wirklichen Gegenwart von Christi Leib und Blut in und unter Brot und Wein in den konsekrierten Elementen fest. Durch die Konsekration durch den Pfarrer werden Brot und Leib Christi, Wein und Blut Christi zu einer sakramentalen Einheit verbunden. Das heißt, dass beim Abendmahl Brot und Wein natürlicherweise als ebendies anwesend ist, während Christi Leib und Blut auf himmlische Weise, aber nicht fleischlich gegenwärtig ist. Diese übernatürliche Gegenwart entsteht nicht erst durch den Glauben daran, sondern ist durch die sakramentale Vereinigung gegeben. Die Realpräsenz wird durch die Allgegenwart Jesu Christi begründet; darum werden Brot und Wein von der Präsenz Christi umfasst. Dies ist möglich, da in Christus die menschliche und die göttliche Natur persönlich vereinigt sind, sodass sein Leib nicht irdisch, sondern himmlisch in „der Eigenschaft der Rechten Gottes“ präsent ist und verzehrt wird.
Der Glaube an die Realpräsenz von Leib und Blut Christi hat für die lutherischen Kirchen zur Folge, dass Gläubige ebenso wie Ungläubige im Abendmahl Jesu Leib und Blut empfangen (manducatio impiorum). Die, die nicht glauben, wirklich Christi Leib und Blut und damit Vergebung ihrer Sünden zu empfangen, nähmen das Mahl sich selbst zum Gericht und würden schuldig am Leib und Blut des Herrn (vgl. 1 Kor 11,27–29 ). Nicht der Glaube der Empfänger mache das Sakrament, sondern das Sakrament schaffe und stärke den Glauben der Empfänger. Christi Zusage „Das ist mein Leib – das ist mein Blut“ begründe die vom Glauben oder Unglauben unabhängige Gegenwart Christi in den Elementen Brot und Wein: Das könne die Teilnehmer in ihrer Heilsgewissheit stärken.
In der Vereinigten Evangelisch-Lutherischen Kirche Deutschlands (VELKD) leiten ordinierte Pfarrerinnen und Pfarrer sowie Vikare und Prädikanten mit einer besonderen (in der Regel zeitlich befristeten) Beauftragung die Feier des Heiligen Abendmahls. In der Selbständigen Evangelisch-Lutherischen Kirche (SELK) dürfen allein ordinierte Pfarrer das heilige Abendmahl verwalten, da sie im Akt der Konsekration an Stelle und Auftrag Christi (in persona Christi) stehen.
In der Zeit bis zur Aufklärung wurden die konsekrierten Gaben auch in lutherischen Kirchen in einer Sakramentsnische oder einem Tabernakel aufbewahrt und von nichtkonsekrierten Hostien unterschieden. Luther und die ihm folgenden „Gnesiolutheraner“ zogen Pfarrer, die konsekrierte von nichtkonsekrierten Hostien nicht deutlich unterschieden, zur Rechenschaft und enthoben sie teilweise ihres Amtes. Auch mit dem konsekrierten Wein gehen lutherische Kirchen heute achtsam um.

### Reformierte Kirchen

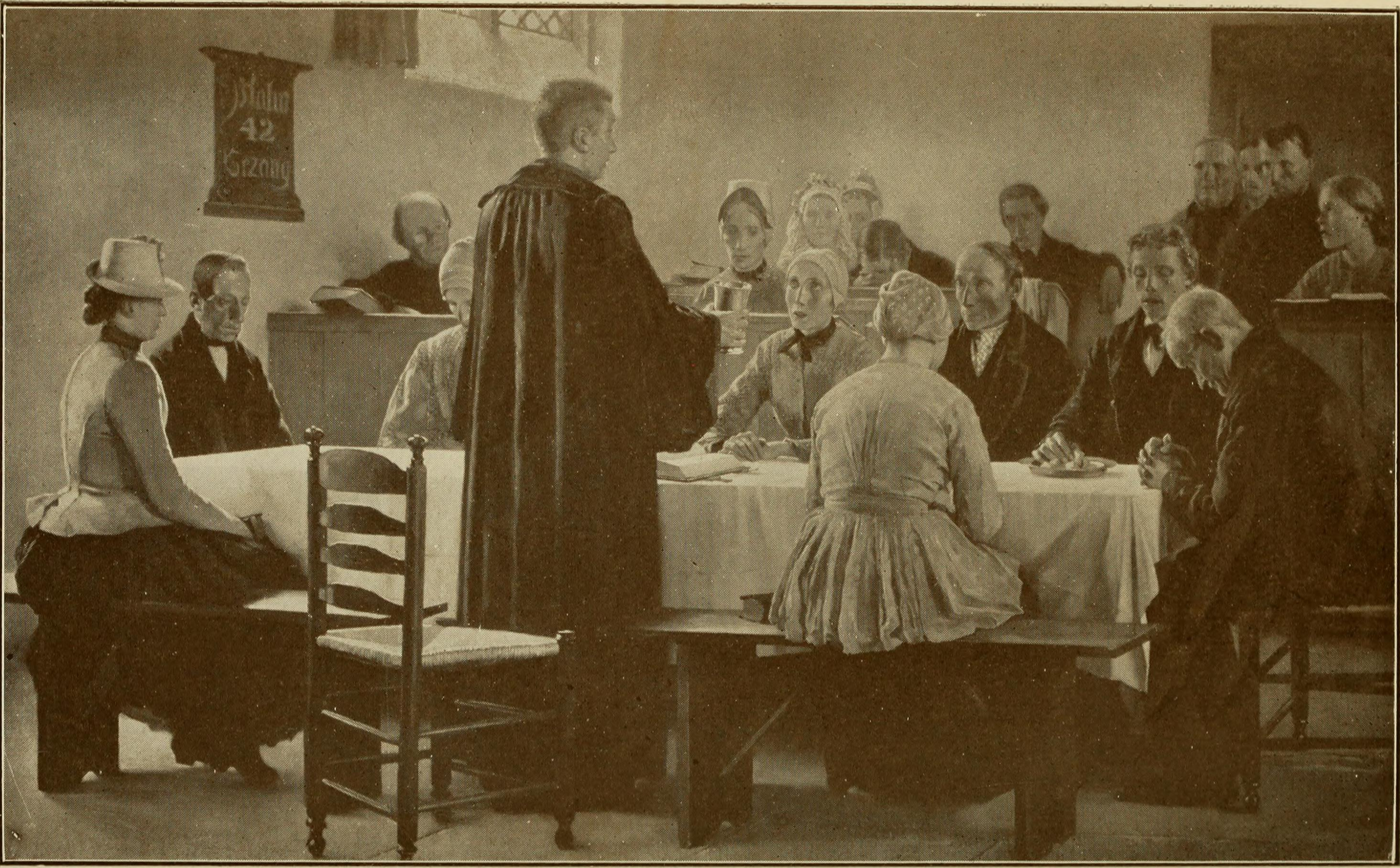
Reformiertes Tischabendmahl (Gari Melchers: The Communion, Cornell University, Ithaca)

Innerhalb der evangelisch-reformierten Kirchen lassen sich zwei Traditionsströme unterscheiden: eine vor allem deutschschweizerische Tradition (Huldrych Zwingli, Heinrich Bullinger) und die von Genf ausgehende, im weltweiten Reformiertentum sehr einflussreiche Abendmahlstheologie Johannes Calvins.
Zwingli vertrat die Auffassung, Brot und Wein seien Zeichen für Christi Leib und Blut. Wenn Jesus sagt: „Das ist mein Leib“, dann sei dieses ist als bedeutet zu verstehen, so Zwingli (1484–1531). Das Abendmahl gilt als reines Gedächtnismahl zum Gedenken an den Opfertod Christi. Für Zwingli ist das Fleisch nach Joh 6,63  „nichts nütze“, es könne unseren Geist nicht nähren. Gott handle vielmehr als Geist im Geiste des Menschen. Die Vorstellung der Transsubstantiation ist für ihn daher ein Wahn.
Calvin suchte die Alternative zwischen dem Wittenberger Sakramentsrealismus und dem Zürcher Symbolismus zu überwinden. Ebenso wie Philipp Melanchthon beschränkte er die Gegenwart Christi nicht auf Brot und Wein, sondern sah sie in der gesamten Mahlfeier. Im Einklang mit der Theologie der Alten Kirche betonte er, dass der Leib des Auferstandenen sich nach der Himmelfahrt im Himmel zur Rechten des Vaters befinde. Eine stoffliche Transformation von Brot und Wein ist ausgeschlossen. Eine Realpräsenz Christi im Abendmahl ist in der Tradition Calvins aber sehr gut vorstellbar: Der Heilige Geist bewirkt, dass Jesus Christus in Brot und Wein als Person gegenwärtig ist (praesentia personalis). Er ist das Band (vinculum participationis), das den einzelnen Gläubigen mit Leib und Blut Christi verbindet und zum Teil der Kirche als des mystischen Leibs Christi macht. Was der Christ beim Abendmahl empfängt, ist eine vom Heiligen Geist vermittelte reale Gabe: der ganze Christus und sein erlösendes Handeln. Wo Calvin stärker lutherisch formulierte, heißt es: Das Zeichen (Brot und Wein) bietet das Bezeichnete, nämlich Christus, dar. Mit dem Begriff der Darbietung (exhibitio) hatte Calvin eine Sprachregelung gefunden, die sowohl reinen Symbolismus als auch massiven Sakramentsrealismus vermied. Wo Calvin sich mehr Zwingli annäherte, formulierte er: Das Zeichen ist ein Bild oder etwas dem Bezeichneten Ähnliches (imago oder similitudo), das Gott gebraucht, ohne sich daran zu binden. Calvins Abendmahlstheologie hat ökumenisch große Beachtung gefunden. Er „antizipierte faktisch das unter dem Einfluss der Ostkirchen neu zur Geltung kommende Element der Epiklese.“ Neuere römisch-katholische Entwürfe, die Transsubstantiation als Transsignifikation interpretieren, sind von Calvin beeinflusst, hier vermittelt durch den reformierten Theologen Franz Jehan Leenhardt.
Zum Abendmahl gehört nach reformierten Ritus, dass das Abendmahl „unter beiderlei Gestalt“ (Brot und Wein) von allen empfangen wird. Zur Liturgie, die nicht für alle Fälle genau festgelegt ist, gehören ein Abendmahlsgebet, ein Dankgebet und die Einsetzungsworte (meistens nach 1 Kor 11,23–26 ).
Pfarrer und Älteste können Brot und Kelch in die Sitzreihen reichen, wo sie die Empfänger ihren Sitznachbarn einander weitergeben: Das betont die gemeinsame Priesterschaft aller Gläubigen. Die Teilnehmer können auch zu einem Abendmahlstisch kommen, an dem Pfarrer und Älteste ihnen die Elemente reichen: Das betont die Einladung zum Abendmahl durch Jesus Christus.

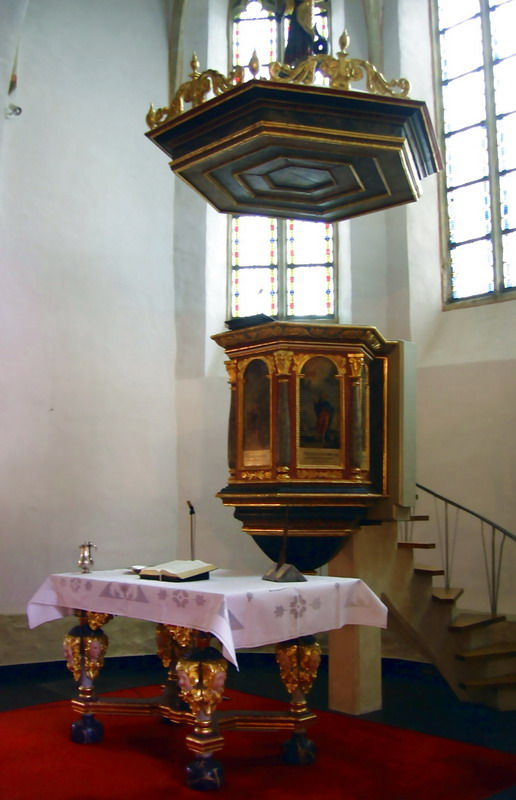
Kanzel und Abendmahlstisch in der Kirche Nümbrecht

Die Reformierten wie auch viele evangelische Freikirchen bezeichnen den Abendmahlstisch nicht als Altar und lehnen es ab, Abendmahl am Altar zu feiern, da sie sich gegen das römisch-katholische Verständnis des Abendmahls als eines unblutigen Opfers abgrenzen. Sie berufen sich auf den Ausdruck „Tisch des Herrn“ (1 Kor 10,21 ) und betonen die Einmaligkeit des Opfers Jesu am Kreuz von Golgota.
Deshalb verwenden sie fast immer einen gewöhnlichen Holztisch, nur in manchen Kirchen der Reformationszeit gibt es künstlerisch gestaltete Marmor- oder Steintische. Bei Gottesdiensten ohne Abendmahl befinden sich darauf oft eine aufgeschlagene Bibel und ein Blumengesteck, sehr selten aber brennende Kerzen.
In der Schweiz haben viele reformierte Landeskirchen aufgrund des Einflusses des Blauen Kreuzes auf Wein beim Abendmahl verzichtet und verwenden stattdessen Traubensaft.

### Täuferbewegung
Auch täuferische Gruppen wie die Mennoniten, Amischen und Hutterer feiern das Abendmahl nach reformiertem Verständnis als Gedächtnismahl. Brot und Wein sind in erster Linie Zeichen und Symbol zur Erinnerung an den Opfertod Jesu Christi. Die Vorstellung der Transsubstantiation wird verworfen.
Bereits die Schleitheimer Artikel der frühen Täufer sprechen vom „Gedächtnis des vergossenen Blutes Christi“. Weiter wird ausgeführt, dass das Abendmahl ausschließlich von denen gemeinsam gefeiert werden solle, die durch die Glaubenstaufe der Gemeinde Gottes angehören. Die Schleitheimer Artikel sprechen statt vom Abendmahl vom Brotbrechen, wie es schon im Neuen Testament genannt wird. Das Dordrechter Bekenntnis von 1632, das bis heute von Amischen und traditionellen Mennoniten anerkannt wird, verbindet die Feier des Brotbrechens oder Abendmahls zudem mit dem Aufruf zur Nächstenliebe. Die Feier soll die Gemeinde an das Opfer Jesu Christi erinnern und die Gemeinschaft mit Christus und untereinander deutlich machen. Auch Menno Simons spricht vom Gedenkzeichen für die Barmherzigkeit Christi.
Brot und Wein können in täuferischen Gemeinden von allen Gemeindemitgliedern (Prediger wie Laien) ausgegeben werden. Meist werden sie von Nachbar zu Nachbar weitergegeben. Eine vermittelnde Instanz in Person eines Priesters oder Bischofs gibt es nicht. Statt von einem Altar wird in den meisten mennonitischen Kirchen von einem Abendmahlstisch gesprochen. Das Abendmahl wird von mennonitischer Seite als Bundeszeichen und nicht als Sakrament verstanden. Hierin unterscheidet sich die täuferisch-mennonitische Theologie von vielen anderen evangelischen Kirchen und Freikirchen.
In traditionellen Täufergruppen wird ein geschlossenes Abendmahl praktiziert, das nur ein bis zwei Mal im Jahr gefeiert wird.

### Baptisten

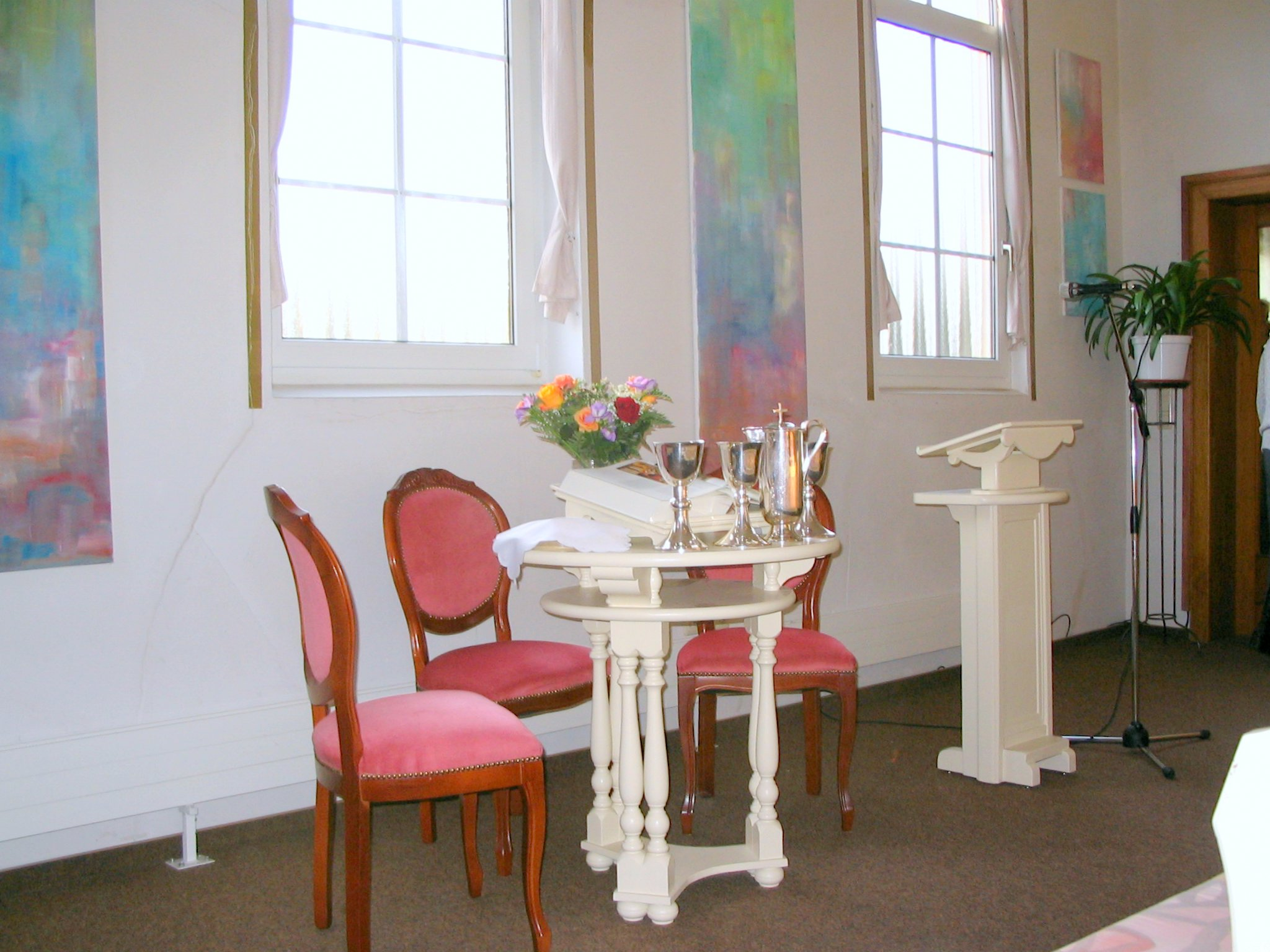
Gedeckter Abendmahlstisch einer Baptistengemeinde

Die Baptisten feiern das Abendmahl so, wie sie annehmen, dass die Urchristen es feierten: als Erinnerung an das „allgenugsame“ Opfer Jesu am Kreuz am „Tisch des Herrn“. Sie betonen den Gemeinschaftscharakter des Abendmahls noch stärker als die Reformierten:
Ein besonderes bzw. vermittelndes Priestertum widerspricht aus baptistischer Sicht dem Charakter des Abendmahls, durch das Jesus Christus allein alle Christen zu gleichberechtigten Geschwistern verbunden habe. Daher versammeln sich die Teilnehmer entweder um den Abendmahlstisch, um den vielfach Sitzgelegenheiten aufgestellt sind: Darauf nehmen die Diakone (Gemeindemitglieder, die für den Ablauf der Mahlfeier und die Austeilung sorgen) oder auch die Abendmahlsteilnehmer selbst in kleinen Gruppen Platz. Oder die Teilnehmer bleiben auf ihren Plätzen, und die Diakone bringen ihnen Brot und Kelch, die sie einander – oft mit einem Segenswort verbunden – weitergeben. Wer nicht teilnehmen möchte, lässt Brot und Kelch an sich vorübergehen.

### Methodistische Kirche

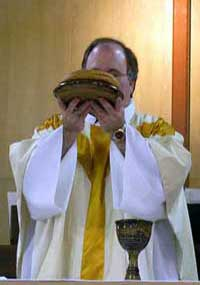
Methodistisches Abendmahl

Die aus der anglikanischen und arminianischen Tradition kommende Evangelisch-methodistische Kirche geht von der wirklichen, persönlichen und lebendigen Gegenwart Jesu Christi im Abendmahl aus, ohne diese vollständig erklären zu wollen. Die Lehre von der Transsubstantiation wird abgelehnt. Das Abendmahl ist Sakrament, Eucharistie (Dank), Gemeinschaft der Kirche, Erinnerung und Gnadenmittel. Es ist auch ein Opfer, allerdings nicht als Wiederholung des Opfers Christi, sondern als „Wieder-Darstellung“, wobei sich die Kirche in Einheit mit Christus als Opfer gibt (Röm 12,1 ).
Das Abendmahl ist für die Methodisten eine Feier der ganzen Kirche – alle Christen sind willkommen, auch Ungetaufte, die im Glauben daran teilnehmen wollen. Niemand darf wegen Alters oder mangelnden Verständnisses abgelehnt werden. Das Abendmahl ist eine liturgische Feier, der ein Geistlicher bzw. eine Geistliche vorsteht. Methodistische Kirchen waren im 19. Jahrhundert aktiver Teil der Abstinenzbewegung und verwenden aus dieser Tradition heraus eher Traubensaft als Wein.
Das Gesangbuch der Evangelisch-methodistischen Kirche (Ausgabe 2002) kennt vier verschiedene Abendmahlsordnungen. Das erste Formular ist an die US-Liturgie der Evangelisch-methodistischen Kirche (United Methodist Hymnal, 1989) angelehnt, das zweite und dritte stammt aus deutschsprachigen Konferenzen, das vierte ist ein Neuentwurf des Jahres 2002. Eine liturgische Feier zur Erneuerung des Bundes mit Gott kann mit der Feier des Abendmahles verbunden werden; sie stellt eine stark erweiterte Form des Sündenbekenntnisses dar.

### Brüdergemeinden
Die Brüdergemeinden feiern das Abendmahl, Brotbrechen genannt, als Erinnerungsmahl und verstehen Brot und Wein als „Zeichen der Liebe Gottes“.
Die Gemeinde versammelt sich schweigend um den Abendmahlstisch, auf dem sich Brot und Wein befinden. Es gibt keine festgeschriebene Liturgie, der Heilige Geist soll die Feier gestalten. Er bewegt nach Auffassung der Brüdergemeinden verschiedene Mitglieder der Gemeinde, zur Gestaltung der Feier beizutragen. So werden in nicht festgelegter Reihenfolge Bibeltexte gelesen, freie Gebete gesprochen, gemeinsam zu singende Lieder vorgeschlagen und zum Teil auch kurze Ansprachen gehalten oder Erfahrungen mit Gott berichtet.
Am Abendmahl teilnehmen kann in der Regel nur, wer von der Gemeinde dazu zugelassen wurde. Auswärtige Abendmahlsteilnehmer haben in einigen Gemeinden ein Empfehlungsschreiben ihrer Heimatgemeinde vorzuzeigen oder zumindest glaubhaft zu versichern, dass sie dort zum Abendmahl zugelassen sind.
Einige Brüdergemeinden pflegen inzwischen allerdings häufig eine „offene Abendmahlsgemeinschaft“, in der alle wiedergeborenen Christen, auch anderer Konfessionen, zum Brotbrechen eingeladen sind. Brüdergemeinden feiern das Abendmahl in der Regel jeden Sonntag.

### Herrnhuter Brüdergemeine
Die Herrnhuter Brüdergemeine vertraut darauf, dass Christus beim Abendmahl gegenwärtig ist, vertritt aber keine besondere Lehre über das Wie seiner Gegenwart. Man lässt am Abendmahlstisch den mittleren Sitzplatz leer, um so auf die unsichtbare Gegenwart des eigentlichen Tischherrn Jesus Christus hinzuweisen. Üblicherweise leitet eine Pfarrerin oder ein Pfarrer die Feier. Sie tragen ebenso wie alle, die einen liturgischen Dienst bei der Abendmahlsfeier wahrnehmen, weiße Talare (in niederländisch-surinamischen Gemeinden ist weiße Kleidung auch der Gemeindeglieder üblich). Das liturgische Formular heißt „Abendmahlspsalm“. Brot und Wein werden durch die Bankreihen gereicht. Als Brot werden Doppelhostien verwendet, mit denen je zwei Teilnehmer das Brotbrechen praktizieren. Als Wein ist Rotwein oder (heute häufiger) roter Traubensaft üblich. Brüdergemeinden feiern ein „offenes Abendmahl,“ zu dem Christen aus anderen Konfessionen eingeladen sind.

### Siebenten-Tags-Adventisten
Die deutschen Siebenten-Tags-Adventisten feiern das Abendmahl offen und in der Regel nur vierteljährlich. Das Abendmahl wird in reformierter Tradition als Zeichen und als Ausdruck des Glaubens verstanden. Zur Vorbereitung gehören Selbstprüfung, Reue und Sündenbekenntnis. In der Regel wird ungesäuertes Brot und Traubensaft ausgeteilt. Vor dem eigentlichen Abendmahl findet innerhalb des Gottesdienstes eine Fußwaschung statt.

### Neuapostolische Kirche
In der Neuapostolischen Kirche wird das Abendmahl in jedem Gottesdienst gefeiert, der von einem Apostel oder priesterlichen Amtsträger geleitet wird. Für einen neuapostolischen Christen ist es Gedächtnis an Jesu Opfertod und engstmögliche Verbindung mit ihm. Das neuapostolische Glaubensbekenntnis enthält hierzu folgende Aussagen: „Ich glaube, dass das Heilige Abendmahl zum Gedächtnis an das einmal gebrachte, vollgültige Opfer, an das bittere Leiden und Sterben Christi, vom Herrn selbst eingesetzt ist. Der würdige Genuss des Heiligen Abendmahls verbürgt uns die Lebensgemeinschaft mit Christus Jesus, unserm Herrn. Es wird mit ungesäuertem Brot und Wein gefeiert; beides muss von einem vom Apostel bevollmächtigten Amtsträger ausgesondert und gespendet werden.“
Nach dem gemeinsamen Gebet des „Unser Vater“ und der Freisprache (Vergebung der Sünden) findet die Aussonderung der Hostien statt. Dazu spricht der Amtsträger einen liturgischen Text, der mit der Formulierung beginnt: „In dem Namen Gottes, des Vaters, des Sohnes und des Heiligen Geistes, sondere ich aus Brot und Wein zum Heiligen Abendmahl und lege darauf das einmal gebrachte, ewig gültige Opfer Jesu Christi.“ Darauf folgen die Einsetzungsworte. Bei der Darreichung der Hostie spricht der Abendmahlsausteiler den Satz: „Der Leib und das Blut Jesu für dich gegeben“, der Empfänger bestätigt mit „Amen“. Aussonderung und Darreichung bilden zusammen die Sakramentshandlung.
Berechtigt zur Empfangnahme des heiligen Abendmahls sind alle Gemeindemitglieder und Gäste. Wesentlich bedeutungsvoller ist, wie man das Abendmahl empfängt. Das Abendmahl ist für den Empfänger nur dann gültig, wenn er es „würdig genießt“ (vgl. 1 Kor 11,27 ). „Grundvoraussetzungen zum würdigen Genuss des Heiligen Abendmahls sind ein Heil verlangendes, bußfertiges Herz und Glaube. Unglaube macht zwar das Sakrament nicht ungültig, doch ist Glaube Voraussetzung dafür, dass es zum Heil und Segen wirken kann.“ Um das Abendmahl würdig zu genießen, muss der Empfänger nach Verständnis der Kirche:
- sich der Bedeutung des Opfers Jesu Christi bewusst sein;
- daran glauben, dass Jesus Christus gegenwärtig ist, insbesondere, dass zu den ausgesonderten Hostien Jesu Leib und Blut hinzutritt (Konsubstantiation);
- daran glauben, dass man an der Auferstehung Christi teilhat. Einerseits, dass die Seele somit vorbereitet wird, seinem Leib hinzugefügt zu werden, der eines Tages aufersteht. Andererseits, dass man Jesus durch das Brotbrechen erkennt und an seinem Überwinden des Todes teilhat;
- daran glauben, dass es Kräfte vermittelt, welche helfen, die Sünde zu überwinden und dem Wesen Jesu ähnlicher zu werden.

Bei Gottesdiensten des Stammapostels und auch in Gottesdiensten der Bezirksapostel wird nach der allgemeinen Abendmahlsfeier das „Abendmahl für Entschlafene“ durchgeführt. In eine so genannte „Amtskrippe“, bestehend aus zwei Amtsträgern, werden symbolisch zwei Hostien gegeben. Hierbei soll nach neuapostolischem Verständnis den in der Ewigkeit befindlichen, danach verlangenden Seelen das Sakrament des Abendmahls zuteilwerden.

### Zeugen Jehovas

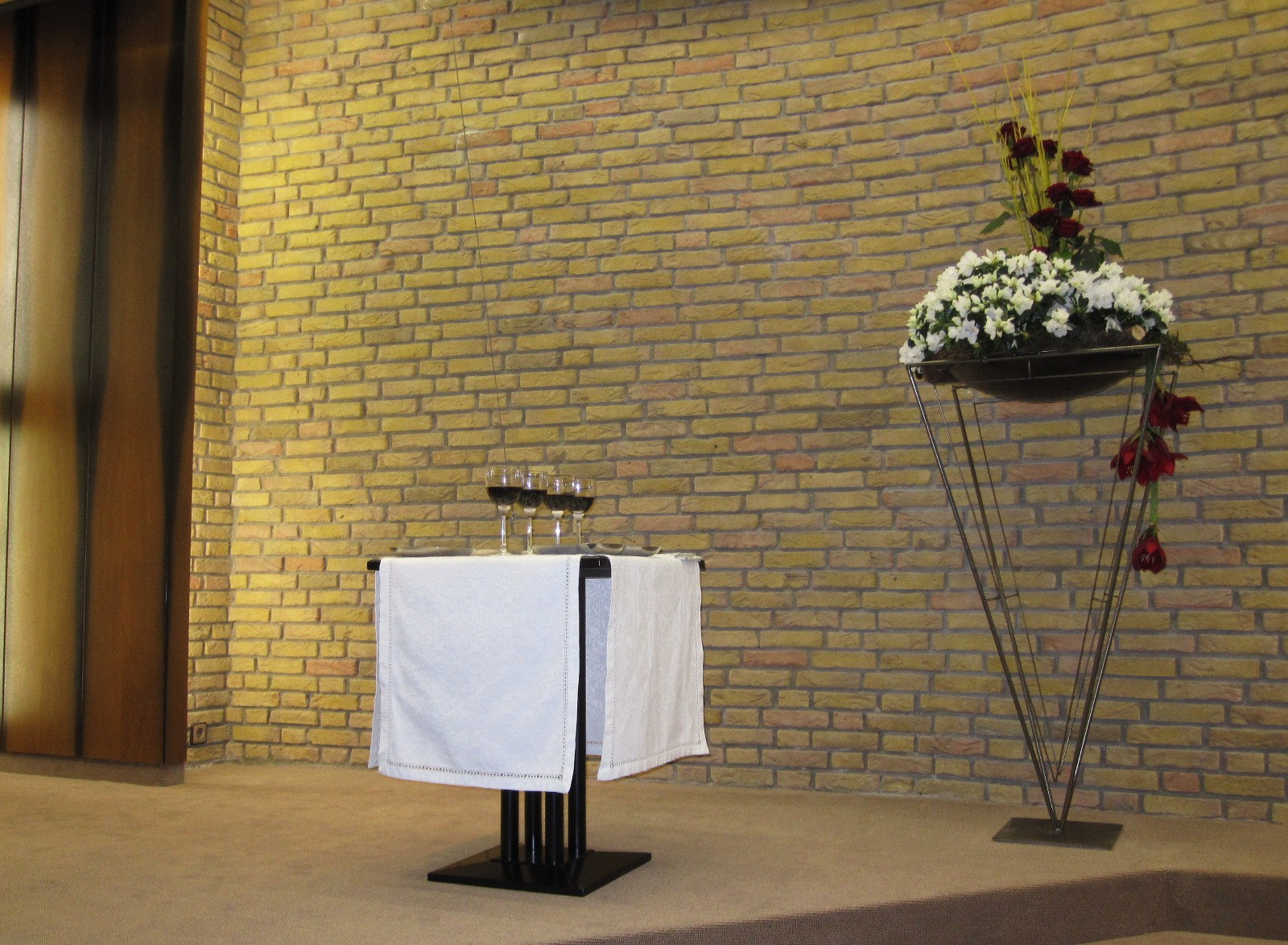
Abendmahlstisch im Königreichssaal der Zeugen Jehovas

Zeugen Jehovas feiern nur einmal jährlich das Abendmahl, das sie auch „Gedächtnismahl“ nennen. Es ist ihre einzige religiöse Feier und hat für sie große Bedeutung. Wein und Brot werden als Symbole verstanden. Die Feier fällt auf den 14. Tag des Monats Nisan des jüdischen Kalenders. Dabei richten sie sich nicht nach dem heutigen jüdischen Kalender, sondern berechnen das Datum – wie ihrer Meinung nach die Juden zur Zeit Christi – von der Frühjahrs-Tagundnachtgleiche ausgehend. Tage begannen am Abend nach dem Sonnenuntergang, der 1. Nisan begann also, wenn die Mondsichel nach dem ersten Neumond erkennbar war.
Zur Begründung ihrer Praxis verweisen die Zeugen Jehovas darauf, dass auch in biblischer Zeit wichtige Ereignisse nur einmal im Jahr gefeiert wurden (Est 9,21.27 ), insbesondere das Wunder der Befreiung aus der Sklaverei in Ägypten. Die Israeliten begingen das Passah jedes Jahr genau an dem Tag, an dem sie gerettet wurden (Ex 12,24–27 ; 13,10 ). Direkt nachdem Jesus mit seinen Aposteln das Passah beendet hatte, führte er das besondere Mahl ein, das dann als Muster für die Feier zum Gedenken an seinen Tod dienen würde (Lk 22,7–20 ). Da das Passah jährlich gefeiert wurde, müsse dies auch für die Gedenkfeier gelten, die das Passah ersetzte.
Nur eine kleine Gruppe von Zeugen, die sich als vom Heiligen Geist Berufene und damit als der irdische Überrest der sogenannten „144.000“ (Offb 7,4 ; 14,1.3 ) versteht, nimmt dabei von Brot und Wein; die übrigen Zeugen und Gäste sind als Beobachter der Feier anwesend. Bei dieser schlichten Zeremonie werden die Abendmahlsembleme von dienenden Amtsbrüdern der versammelten Gemeinde gereicht. Die Anwesenden bleiben dabei sitzen. Reihe für Reihe werden die Symbole weitergegeben, zuerst das Brot, dann der Wein. Personen, die sich berufen fühlen, von den Abendmahlsemblemen zu nehmen, haben die Möglichkeit dazu. Da sich weltweit nur wenige tausend der über 7 Millionen Zeugen Jehovas als „geistgesalbt“ bezeichnen, nimmt in den meisten Gemeinden heute niemand mehr von Brot und Wein.

### Kirche Jesu Christi der Heiligen der Letzten Tage
In der Kirche Jesu Christi der Heiligen der Letzten Tage wird statt Wein Wasser verwendet, da ihre Mitglieder keinen Alkohol trinken. Das wöchentliche Abendmahl bezeichnet die heilige Handlung, bei der zum Gedächtnis an das Sühnopfer Christi Brot und Wasser gesegnet und gereicht werden. Das gebrochene Brot stellt seinen Leib dar, das Wasser stellt das Blut dar, das er vergoss, um für unsere Sünden zu sühnen (1 Kor 11,23–25 ; Lehre und Bündnisse (LuB) 27,2).
Zur Einstimmung singt die Gemeinde ein Lied, um den Geist Gottes einzuladen. Währenddessen bereiten Priestertumsträger Brot und Wasser vor. Gesegnet wird das Abendmahl, indem festgelegte Abendmahlsgebete verlesen und mit der Gemeinde durch ein gemeinsames Amen geschlossen werden. Die Texte stehen im Buch Mormon und gleichlautend in Lehre und Bündnisse. Zuerst wird das Brot gesegnet und durch – zumeist junge – Priestertumsträger an die Kirchenmitglieder ausgeteilt. Danach wird das Wasser gesegnet und ausgeteilt.
Wenn Mitglieder sich für würdig halten (1 Kor 11,27–31 ), das Abendmahl zu nehmen, versprechen sie, den Namen Christi auf sich zu nehmen, immer an ihn zu denken und seine Gebote zu halten, wie sie es bereits durch das Taufbündnis bezeugt haben, welches dadurch nicht in Vergessenheit gerät.
Eine Erneuerung der Taufe ist damit nicht gegeben, da keine Vergebung der Sünden symbolisiert wird und im Abendmahlsgottesdienst auch niemand von neuem geboren werden soll.